# Europees kampioenschap voetbal 2016 (kwalificatie)
In de kwalificatie voor het Europees kampioenschap voetbal 2016 speelden alle 54 van de bij de UEFA aangesloten landen om 23 plaatsen in de eindronde. Het gastland Frankrijk was automatisch geplaatst. De kwalificatie begon in september 2014 en eindigde in november 2015. Doordat 24 teams bij het EK 2016 meedoen, was de kwalificatie anders dan andere jaren. De loting vond plaats op 23 februari 2014 in Nice.
Net zoals het vorige EK plaatsten Duitsland, Portugal, Spanje, Engeland, Italië, Frankrijk, Kroatië, Polen, Zweden, Rusland, Oekraïne, Tsjechië en Ierland zich voor de eindronde. Nederland werd uitgeschakeld door IJsland, Turkije en Tsjechië. Griekenland werd uitgeschakeld door Noord-Ierland, Roemenië en Hongarije, en Denemarken door Albanië. Slowakije, België, Wales, Zwitserland en Oostenrijk plaatsten zich tevens voor het EK van 2016.

## Gekwalificeerde landen

Legenda
Gekwalificeerd
Niet gekwalificeerd
Geen UEFA-lid tijdens de kwalificatie.

| Land          | Gekwalificeerd als | Kwalificatiedatum | Deelnames aan EK's                                                    | Winnaar van EK       |
| ------------- | ------------------ | ----------------- | --------------------------------------------------------------------- | -------------------- |
| Frankrijk     | Gastland           | 20 mei 2010       | (8) 1960, 1984, 1992, 1996, 2000, 2004, 2008, 2012                    | (2) 1984, 2000       |
| Engeland      | 1e Groep E         | 5 september 2015  | (8) 1968, 1980, 1988, 1992, 1996, 2000, 2004, 2012                    | (0)                  |
| Tsjechië      | 1e Groep A         | 6 september 2015  | (5) 1996, 2000, 2004, 2008, 2012                                      | (0)                  |
| IJsland       | 2e Groep A         | 6 september 2015  | (0)                                                                   | (0)                  |
| Oostenrijk    | 1e Groep G         | 8 september 2015  | (1) 2008                                                              | (0)                  |
| Portugal      | 1e Groep I         | 8 oktober 2015    | (6) 1984, 1996, 2000, 2004, 2008, 2012                                | (0)                  |
| Noord-Ierland | 1e Groep F         | 8 oktober 2015    | (0)                                                                   | (0)                  |
| Spanje        | 1e Groep C         | 9 oktober 2015    | (9)1964, 1980, 1984, 1988, 1996, 2000, 2004, 2008, 2012               | (3) 1964, 2008, 2012 |
| Zwitserland   | 2e Groep E         | 9 oktober 2015    | (3) 1996, 2004, 2008                                                  | (0)                  |
| Italië        | 1e Groep H         | 10 oktober 2015   | (8) 1968, 1980, 1988, 1996, 2000, 2004, 2008, 2012                    | (1) 1968             |
| België        | 1e Groep B         | 10 oktober 2015   | (4) 1972, 1980, 1984, 2000                                            | (0)                  |
| Wales         | 2e Groep B         | 10 oktober 2015   | (0)                                                                   | (0)                  |
| Roemenië      | 2e Groep F         | 11 oktober 2015   | (4) 1984, 1996, 2000, 2008                                            | (0)                  |
| Albanië       | 2e Groep I         | 11 oktober 2015   | (0)                                                                   | (0)                  |
| Duitsland     | 1e Groep D         | 11 oktober 2015   | (11) 1972, 1976, 1980, 1984, 1988, 1992, 1996, 2000, 2004, 2008, 2012 | (3) 1972, 1980, 1996 |
| Polen         | 2e Groep D         | 11 oktober 2015   | (2) 2008, 2012                                                        | (0)                  |
| Rusland       | 2e Groep G         | 12 oktober 2015   | (4) 1996, 2004, 2008 , 2012                                           | (0)                  |
| Slowakije     | 2e Groep C         | 12 oktober 2015   | (0)                                                                   | (0)                  |
| Kroatië       | 2e Groep H         | 13 oktober 2015   | (4) 1996, 2004, 2008, 2012                                            | (0)                  |
| Turkije       | Beste derde        | 13 oktober 2015   | (3) 1996, 2000, 2008                                                  | (0)                  |
| Hongarije     | Play-offs          | 15 november 2015  | (2) 1964, 1972                                                        | (0)                  |
| Ierland       | Play-offs          | 16 november 2015  | (2) 1988, 2012                                                        | (0)                  |
| Zweden        | Play-offs          | 17 november 2015  | (5) 1992, 2000, 2004, 2008, 2012                                      | (0)                  |
| Oekraïne      | Play-offs          | 17 november 2015  | (1) 2012                                                              | (0)                  |

## Loting
De kwalificatiegroepen werden geloot op 23 februari 2014 in Nice.
Procedure
De groepen werden dusdanig samengesteld dat de sterkste landen niet bij elkaar in de groep komen en dat de groepen een vergelijkbare sterkte hebben. Hiertoe werden de landen ingedeeld in zes potten. Pot 1 was de sterkste pot, met daarin de landen met de hoogste coëfficiënten en geleid door de titelhouder. De coëfficiënten waren gebaseerd op de resultaten in de kwalificatie voor het WK 2014 en de kwalificatie en eindronde van het EK 2012 en het WK 2010. Uit elke pot werd een land in een andere groep geloot. Landen die in dezelfde pot waren ingedeeld, konden dus niet tegen elkaar spelen. Landen waarvan de thuismarkten de grootste bijdrage hebben geleverd aan de opbrengst voor het kwalificatietoernooi werden in een groep van zes landen geplaatst. Dit waren Engeland, Duitsland, Italië, Spanje en Nederland. Om politieke redenen konden Armenië en Azerbeidzjan niet bij elkaar in de groep komen. Dat gold ook voor Spanje en Gibraltar.
Potindeling en speelschema
De UEFA maakte de potindeling eind januari bekend.
Direct na de loting maakte de UEFA het speelschema bekend. Tot dan toe was het gebruikelijk dat de landen uit de groep onderling het schema opstelden. Frankrijk werd achteraf toegevoegd aan groep I, de groep met vijf landen. De wedstrijden van de Franse ploeg zullen enkel als vriendschappelijke of oefenwedstrijden gelden en zullen niet meegerekend worden in het klassement van de groep.
| Pot 1 (groepshoofden)                                                                         | Pot 2                                                                            | Pot 3                                                                        | Pot 4                                                                            | Pot 5                                                                                 | Pot 6                                                                         |
| --------------------------------------------------------------------------------------------- | -------------------------------------------------------------------------------- | ---------------------------------------------------------------------------- | -------------------------------------------------------------------------------- | ------------------------------------------------------------------------------------- | ----------------------------------------------------------------------------- |
| Spanje Duitsland Nederland Italië Engeland Portugal Griekenland Rusland Bosnië en Herzegovina | Oekraïne Kroatië Zweden Denemarken Zwitserland België Tsjechië Hongarije Ierland | Servië Turkije Slovenië Israël Noorwegen Slowakije Roemenië Oostenrijk Polen | Montenegro Armenië Schotland Finland Letland Wales Bulgarije Estland Wit-Rusland | IJsland Noord-Ierland Albanië Litouwen Moldavië Macedonië Azerbeidzjan Georgië Cyprus | Luxemburg Kazachstan Liechtenstein Faeröer Malta Andorra San Marino Gibraltar |

## Groepen en wedstrijden
Legenda

### Groep A
| Pos | Land       | Wed | Win | Gel | Ver | DV | DT | +/− | Pnt |
| --- | ---------- | --- | --- | --- | --- | -- | -- | --- | --- |
| 1   | Tsjechië   | 10  | 7   | 1   | 2   | 19 | 14 | +5  | 22  |
| 2   | IJsland    | 10  | 6   | 2   | 2   | 17 | 6  | +11 | 20  |
| 3   | Turkije    | 10  | 5   | 3   | 2   | 14 | 9  | +5  | 18  |
| 4   | Nederland  | 10  | 4   | 1   | 5   | 17 | 14 | +3  | 13  |
| 5   | Kazachstan | 10  | 1   | 2   | 7   | 7  | 18 | –11 | 5   |
| 6   | Letland    | 10  | 0   | 5   | 5   | 6  | 19 | –13 | 5   |

|                            |            |       |         |                                                                         |
| 9 september 2014 18:00 uur | Kazachstan | 0 − 0 | Letland | Astana Arena, Astana Toeschouwers: 10.200 Scheidsrechter: Ivan Kružliak |
| 9 september 2014 18:00 uur | details    |       |         | Astana Arena, Astana Toeschouwers: 10.200 Scheidsrechter: Ivan Kružliak |

|                            |                        |         |             |                                                                            |
| 9 september 2014 20:45 uur | Tsjechië               | 2 − 1   | Nederland   | Generali Arena, Praag Toeschouwers: 17.946 Scheidsrechter: Gianluca Rocchi |
| 9 september 2014 20:45 uur | Dočkal 22' Pilař 90+1' | details | 55' De Vrij | Generali Arena, Praag Toeschouwers: 17.946 Scheidsrechter: Gianluca Rocchi |

|                            |                                                 |         |                 |                                                                            |
| 9 september 2014 20:45 uur | IJsland                                         | 3 − 0   | Turkije         | Laugardalsvöllur, Reykjavik Toeschouwers: 8.811 Scheidsrechter: Ivan Bebek |
| 9 september 2014 20:45 uur | Böðvarsson 19' G. Sigurðsson 76' Sigþórsson 77' | details | 55', 59' Toprak | Laugardalsvöllur, Reykjavik Toeschouwers: 8.811 Scheidsrechter: Ivan Bebek |

|                           |         |         |                                                 |                                                                              |
| 10 oktober 2014 20:45 uur | Letland | 0 − 3   | IJsland                                         | Skontostadion, Riga Toeschouwers: 6.354 Scheidsrechter: Robert Schörgenhofer |
| 10 oktober 2014 20:45 uur |         | details | 67' G. Sigurðsson 78' Gunnarsson 90+1' Gíslason | Skontostadion, Riga Toeschouwers: 6.354 Scheidsrechter: Robert Schörgenhofer |

|                           |                                                 |         |                            |                                                                           |
| 10 oktober 2014 20:45 uur | Nederland                                       | 3 − 1   | Kazachstan                 | Amsterdam ArenA, Amsterdam Toeschouwers: 45.000 Scheidsrechter: Matej Jug |
| 10 oktober 2014 20:45 uur | Huntelaar 62' Afellay 82' Van Persie 89' (pen.) | details | 17' Abdulin 63' Dzholchiev | Amsterdam ArenA, Amsterdam Toeschouwers: 45.000 Scheidsrechter: Matej Jug |

|                           |          |         |                      |                                                                                       |
| 10 oktober 2014 20:45 uur | Turkije  | 1 − 2   | Tsjechië             | Şükrü Saracoğlustadion, Istanboel Toeschouwers: 25.000 Scheidsrechter: Jonas Eriksson |
| 10 oktober 2014 20:45 uur | Bulut 9' | details | 16' Sivok 59' Dočkal | Şükrü Saracoğlustadion, Istanboel Toeschouwers: 25.000 Scheidsrechter: Jonas Eriksson |

|                           |                       |         |                                            |                                                                              |
| 13 oktober 2014 18:00 uur | Kazachstan            | 2 − 4   | Tsjechië                                   | Astana Arena, Astana Toeschouwers: 24.000 Scheidsrechter: Mattias Gestranius |
| 13 oktober 2014 18:00 uur | Logvinenko 84', 90+1' | details | 13' Dočkal 44' Lafata 56' Krejčí 88' Necid | Astana Arena, Astana Toeschouwers: 24.000 Scheidsrechter: Mattias Gestranius |

|                           |                               |         |           |                                                                                          |
| 13 oktober 2014 20:45 uur | IJsland                       | 2 − 0   | Nederland | Laugardalsvöllur, Reykjavik Toeschouwers: 10.000 Scheidsrechter: Carlos Velasco Carballo |
| 13 oktober 2014 20:45 uur | G. Sigurðsson 10' (pen.), 42' | details |           | Laugardalsvöllur, Reykjavik Toeschouwers: 10.000 Scheidsrechter: Carlos Velasco Carballo |

|                           |                                        |         |          |                                                                       |
| 13 oktober 2014 20:45 uur | Letland                                | 1 − 1   | Turkije  | Skontostadion, Riga Toeschouwers: 6.432 Scheidsrechter: Robert Madden |
| 13 oktober 2014 20:45 uur | Šabala 54' (pen.) Freimanis 52', 90+2' | details | 47' Kısa | Skontostadion, Riga Toeschouwers: 6.432 Scheidsrechter: Robert Madden |

|                            |                                                           |         |         |                                                                             |
| 16 november 2014 18:00 uur | Nederland                                                 | 6 − 0   | Letland | Amsterdam ArenA, Amsterdam Toeschouwers: 47.500 Scheidsrechter: Liran Liany |
| 16 november 2014 18:00 uur | Van Persie 6' Robben 35', 82' Huntelaar 42' 89' Bruma 78' | details |         | Amsterdam ArenA, Amsterdam Toeschouwers: 47.500 Scheidsrechter: Liran Liany |

|                            |                                        |         |                  |                                                                                 |
| 16 november 2014 20:45 uur | Tsjechië                               | 2 − 1   | IJsland          | Stadion města Plzně, Pilsen Toeschouwers: 11.354 Scheidsrechter: Wolfgang Stark |
| 16 november 2014 20:45 uur | Kadeřábek 45+1' Halldórsson 61' (e.d.) | details | 9' R. Sigurðsson | Stadion města Plzně, Pilsen Toeschouwers: 11.354 Scheidsrechter: Wolfgang Stark |

|                            |                                 |         |                   |                                                                                   |
| 16 november 2014 20:45 uur | Turkije                         | 3 − 1   | Kazachstan        | Türk Telekom Arena, Istanboel Toeschouwers: 27.547 Scheidsrechter: Aleksej Jeskov |
| 16 november 2014 20:45 uur | Yılmaz 26' (pen.), 29' Aziz 83' | details | 87' (pen.) Smakov | Türk Telekom Arena, Istanboel Toeschouwers: 27.547 Scheidsrechter: Aleksej Jeskov |

|                         |            |         |                                     |                                                                                   |
| 28 maart 2015 16:00 uur | Kazachstan | 0 − 3   | IJsland                             | Astana Arena, Astana Toeschouwers: 13.182 Scheidsrechter: Anastasios Sidiropoulos |
| 28 maart 2015 16:00 uur |            | details | 21' Guðjohnsen 33', 90+2' Bjarnason | Astana Arena, Astana Toeschouwers: 13.182 Scheidsrechter: Anastasios Sidiropoulos |

|                         |             |         |               |                                                                       |
| 28 maart 2015 18:00 uur | Tsjechië    | 1 − 1   | Letland       | Eden Aréna, Praag Toeschouwers: 13.722 Scheidsrechter: Xavier Estrada |
| 28 maart 2015 18:00 uur | Pilař 90+1' | details | 31' Višņakovs | Eden Aréna, Praag Toeschouwers: 13.722 Scheidsrechter: Xavier Estrada |

|                         |                 |         |            |                                                                             |
| 28 maart 2015 20:45 uur | Nederland       | 1 − 1   | Turkije    | Amsterdam ArenA, Amsterdam Toeschouwers: 49.500 Scheidsrechter: Felix Brych |
| 28 maart 2015 20:45 uur | Huntelaar 90+3' | details | 37' Yılmaz | Amsterdam ArenA, Amsterdam Toeschouwers: 49.500 Scheidsrechter: Felix Brych |

|                        |            |         |           |                                                                                     |
| 12 juni 2015 18:00 uur | Kazachstan | 0 − 1   | Turkije   | Almatı Ortalıq Stadionı, Almaty Toeschouwers: 25.125 Scheidsrechter: Michael Oliver |
| 12 juni 2015 18:00 uur |            | details | 84' Turan | Almatı Ortalıq Stadionı, Almaty Toeschouwers: 25.125 Scheidsrechter: Michael Oliver |

|                        |                               |         |            |                                                                                |
| 12 juni 2015 20:45 uur | IJsland                       | 2 − 1   | Tsjechië   | Laugardalsvöllur, Reykjavik Toeschouwers: 9.767 Scheidsrechter: William Collum |
| 12 juni 2015 20:45 uur | Gunnarsson 61' Sigþórsson 77' | details | 56' Dočkal | Laugardalsvöllur, Reykjavik Toeschouwers: 9.767 Scheidsrechter: William Collum |

|                        |         |         |                            |                                                                           |
| 12 juni 2015 20:45 uur | Letland | 0 − 2   | Nederland                  | Skontostadion, Riga Toeschouwers: 8.087 Scheidsrechter: Svein Oddvar Moen |
| 12 juni 2015 20:45 uur |         | details | 67' Wijnaldum 71' Narsingh | Skontostadion, Riga Toeschouwers: 8.087 Scheidsrechter: Svein Oddvar Moen |

|                            |                |         |                |                                                                                       |
| 3 september 2015 20:45 uur | Tsjechië       | 2 − 1   | Kazachstan     | Stadion města Plzně, Pilsen Toeschouwers: 10.572 Scheidsrechter: Martin Strömbergsson |
| 3 september 2015 20:45 uur | Škoda 74', 86' | details | 21' Logvinenko | Stadion města Plzně, Pilsen Toeschouwers: 10.572 Scheidsrechter: Martin Strömbergsson |

|                            |                  |         |                          |                                                                               |
| 3 september 2015 20:45 uur | Nederland        | 0 − 1   | IJsland                  | Amsterdam ArenA, Amsterdam Toeschouwers: 50.275 Scheidsrechter: Milorad Mažić |
| 3 september 2015 20:45 uur | Martins Indi 33' | details | 51' (pen.) G. Sigurðsson | Amsterdam ArenA, Amsterdam Toeschouwers: 50.275 Scheidsrechter: Milorad Mažić |

|                            |          |         |            |                                                                                             |
| 3 september 2015 20:45 uur | Turkije  | 1 − 1   | Letland    | Konya Büyükşehir Torku Arena, Konya Toeschouwers: 35.900 Scheidsrechter: Stefan Johannesson |
| 3 september 2015 20:45 uur | İnan 77' | details | 90' Šabala | Konya Büyükşehir Torku Arena, Konya Toeschouwers: 35.900 Scheidsrechter: Stefan Johannesson |

|                            |             |         |                          |                                                                       |
| 6 september 2015 18:00 uur | Letland     | 1 − 2   | Tsjechië                 | Skontostadion, Riga Toeschouwers: 7.913 Scheidsrechter: Deniz Aytekin |
| 6 september 2015 18:00 uur | Zjuzins 73' | details | 13' Limberský 25' Darida | Skontostadion, Riga Toeschouwers: 7.913 Scheidsrechter: Deniz Aytekin |

|                            |                                 |         |           |                                                                                              |
| 6 september 2015 18:00 uur | Turkije                         | 3 − 0   | Nederland | Konya Büyükşehir Torku Arena, Konya Toeschouwers: 41.007 Scheidsrechter: Antonio Mateu Lahoz |
| 6 september 2015 18:00 uur | Özyakup 8' Turan 26' Yılmaz 86' | details |           | Konya Büyükşehir Torku Arena, Konya Toeschouwers: 41.007 Scheidsrechter: Antonio Mateu Lahoz |

|                            |                     |         |            |                                                                                  |
| 6 september 2015 20:45 uur | IJsland             | 0 − 0   | Kazachstan | Laugardalsvöllur, Reykjavik Toeschouwers: 9.767 Scheidsrechter: Jevhen Aranovsky |
| 6 september 2015 20:45 uur | Gunnarsson 80', 89' | details |            | Laugardalsvöllur, Reykjavik Toeschouwers: 9.767 Scheidsrechter: Jevhen Aranovsky |

|                           |                                 |         |                      |                                                                                |
| 10 oktober 2015 18:00 uur | IJsland                         | 2 − 2   | Letland              | Laugardalsvöllur, Reykjavik Toeschouwers: 9.767 Scheidsrechter: Aleksej Jeskov |
| 10 oktober 2015 18:00 uur | Sigþórsson 6' G. Sigurðsson 28' | details | 50' Cauņa 69' Šabala | Laugardalsvöllur, Reykjavik Toeschouwers: 9.767 Scheidsrechter: Aleksej Jeskov |

|                           |            |         |                            |                                                                          |
| 10 oktober 2015 18:00 uur | Kazachstan | 1 − 2   | Nederland                  | Astana Arena, Astana Toeschouwers: 20.716 Scheidsrechter: Clément Turpin |
| 10 oktober 2015 18:00 uur | Kuat 90+5' | details | 33' Wijnaldum 50' Sneijder | Astana Arena, Astana Toeschouwers: 20.716 Scheidsrechter: Clément Turpin |

|                           |          |         |                                |                                                                            |
| 10 oktober 2015 20:45 uur | Tsjechië | 0 − 2   | Turkije                        | Generali Arena, Praag Toeschouwers: 17.190 Scheidsrechter: Martin Atkinson |
| 10 oktober 2015 20:45 uur |          | details | 63' (pen.) İnan 81' Çalhanoğlu | Generali Arena, Praag Toeschouwers: 17.190 Scheidsrechter: Martin Atkinson |

|                           |         |         |            |                                                                       |
| 13 oktober 2015 20:45 uur | Letland | 0 − 1   | Kazachstan | Skontostadion, Riga Toeschouwers: 7.027 Scheidsrechter: Steven McLean |
| 13 oktober 2015 20:45 uur |         | details | 66' Kuat   | Skontostadion, Riga Toeschouwers: 7.027 Scheidsrechter: Steven McLean |

|                           |                              |         |                                                         |                                                                               |
| 13 oktober 2015 20:45 uur | Nederland                    | 2 − 3   | Tsjechië                                                | Amsterdam ArenA, Amsterdam Toeschouwers: 48.000 Scheidsrechter: Damir Skomina |
| 13 oktober 2015 20:45 uur | Huntelaar 70' Van Persie 83' | details | 24' Kadeřábek 35' Šural 66' (e.d.) Van Persie 43' Suchý | Amsterdam ArenA, Amsterdam Toeschouwers: 48.000 Scheidsrechter: Damir Skomina |

|                           |                   |         |         |                                                                                          |
| 13 oktober 2015 20:45 uur | Turkije           | 1 − 0   | IJsland | Konya Büyükşehir Torku Arena, Konya Toeschouwers: 39.404 Scheidsrechter: Gianluca Rocchi |
| 13 oktober 2015 20:45 uur | İnan 90' Töre 79' | details |         | Konya Büyükşehir Torku Arena, Konya Toeschouwers: 39.404 Scheidsrechter: Gianluca Rocchi |

### Groep B
| Pos | Land                  | Wed | Win | Gel | Ver | DV | DT | +/− | Pnt |
| --- | --------------------- | --- | --- | --- | --- | -- | -- | --- | --- |
| 1   | België                | 10  | 7   | 2   | 1   | 24 | 5  | +19 | 23  |
| 2   | Wales                 | 10  | 6   | 3   | 1   | 11 | 4  | +7  | 21  |
| 3   | Bosnië en Herzegovina | 10  | 5   | 2   | 3   | 17 | 12 | +5  | 17  |
| 4   | Israël                | 10  | 4   | 1   | 5   | 16 | 14 | +2  | 13  |
| 5   | Cyprus                | 10  | 4   | 0   | 6   | 16 | 17 | –1  | 12  |
| 6   | Andorra               | 10  | 0   | 0   | 10  | 4  | 36 | –32 | 0   |

|                            |                   |         |               |                                                                                     |
| 9 september 2014 20:45 uur | Andorra           | 1 − 2   | Wales         | Estadi Nacional, Andorra la Vella Toeschouwers: 3.150 Scheidsrechter: Slavko Vinčić |
| 9 september 2014 20:45 uur | I. Lima 6' (pen.) | details | 22', 81' Bale | Estadi Nacional, Andorra la Vella Toeschouwers: 3.150 Scheidsrechter: Slavko Vinčić |

|                            |                       |         |                      |                                                                            |
| 9 september 2014 20:45 uur | Bosnië en Herzegovina | 1 − 2   | Cyprus               | Bilino Polje, Zenica Toeschouwers: 12.100 Scheidsrechter: Jevhen Aranovsky |
| 9 september 2014 20:45 uur | Ibišević 6'           | details | 45+4', 73' Christofi | Bilino Polje, Zenica Toeschouwers: 12.100 Scheidsrechter: Jevhen Aranovsky |

|                           |                                                                  |         |         |                                                                                     |
| 10 oktober 2014 20:45 uur | België                                                           | 6 − 0   | Andorra | Koning Boudewijnstadion, Brussel Toeschouwers: 40.000 Scheidsrechter: Sergiej Bojko |
| 10 oktober 2014 20:45 uur | De Bruyne 31' (pen.), 34' Chadli 37' Origi 59' Mertens 65' , 68' | details |         | Koning Boudewijnstadion, Brussel Toeschouwers: 40.000 Scheidsrechter: Sergiej Bojko |

|                           |              |         |                              |                                                                              |
| 10 oktober 2014 20:45 uur | Cyprus       | 1 − 2   | Israël                       | New GSP Stadium, Nicosia Toeschouwers: 19.164 Scheidsrechter: Daniele Orsato |
| 10 oktober 2014 20:45 uur | Makrides 68' | details | 39' Damari 45+1' Ben-Haim II | New GSP Stadium, Nicosia Toeschouwers: 19.164 Scheidsrechter: Daniele Orsato |

|                           |         |       |                       |                                                                                         |
| 10 oktober 2014 20:45 uur | Wales   | 0 − 0 | Bosnië en Herzegovina | Cardiff City Stadium, Cardiff Toeschouwers: 30.741 Scheidsrechter: Vladislav Bezborodov |
| 10 oktober 2014 20:45 uur | details |       |                       | Cardiff City Stadium, Cardiff Toeschouwers: 30.741 Scheidsrechter: Vladislav Bezborodov |

|                           |                    |         |                                |                                                                                    |
| 13 oktober 2014 20:45 uur | Andorra            | 1 − 4   | Israël                         | Estadi Nacional, Andorra la Vella Toeschouwers: 800 Scheidsrechter: Cristian Balaj |
| 13 oktober 2014 20:45 uur | I. Lima 15' (pen.) | details | 3' 41', 82' Damari 90+6' Hemed | Estadi Nacional, Andorra la Vella Toeschouwers: 800 Scheidsrechter: Cristian Balaj |

|                           |                       |         |                |                                                                      |
| 13 oktober 2014 20:45 uur | Bosnië en Herzegovina | 1 − 1   | België         | Bilino Polje, Zenica Toeschouwers: 12.000 Scheidsrechter: Luca Banti |
| 13 oktober 2014 20:45 uur | Džeko 28'             | details | 51' Nainggolan | Bilino Polje, Zenica Toeschouwers: 12.000 Scheidsrechter: Luca Banti |

|                           |                                        |         |           |                                                                                 |
| 13 oktober 2014 19:45 uur | Wales                                  | 2 − 1   | Cyprus    | Cardiff City Stadium, Cardiff Toeschouwers: 21.273 Scheidsrechter: Manuel Gräfe |
| 13 oktober 2014 19:45 uur | Cotterill 13' Robson-Kanu 23' King 47' | details | 36' Laban | Cardiff City Stadium, Cardiff Toeschouwers: 21.273 Scheidsrechter: Manuel Gräfe |

|                            |         |       |       |                                                                                      |
| 16 november 2014 18:00 uur | België  | 0 − 0 | Wales | Koning Boudewijnstadion, Brussel Toeschouwers: 55.000 Scheidsrechter: Pavel Královec |
| 16 november 2014 18:00 uur | details |       |       | Koning Boudewijnstadion, Brussel Toeschouwers: 55.000 Scheidsrechter: Pavel Královec |

|                            |                                                    |         |         |                                                                               |
| 16 november 2014 18:00 uur | Cyprus                                             | 5 − 0   | Andorra | New GSP Stadium, Nicosia Toeschouwers: 6.078 Scheidsrechter: Mark Clattenburg |
| 16 november 2014 18:00 uur | Merkis 9' Efrem 31', 42', 60' Christofi 87' (pen.) | details |         | New GSP Stadium, Nicosia Toeschouwers: 6.078 Scheidsrechter: Mark Clattenburg |

|                            |                                    |         |                       |                                                                                   |
| 16 november 2014 20:45 uur | Israël                             | 3 − 0   | Bosnië en Herzegovina | Sammy Oferstadion, Haifa Toeschouwers: 32.000 Scheidsrechter: Antonio Mateu Lahoz |
| 16 november 2014 20:45 uur | Vermouth 36' Damari 45' Zahavi 70' | details | 48' Šunjić            | Sammy Oferstadion, Haifa Toeschouwers: 32.000 Scheidsrechter: Antonio Mateu Lahoz |

|                         |               |         |                            |                                                                             |
| 28 maart 2015 18:00 uur | Israël        | 0 − 3   | Wales                      | Sammy Oferstadion, Haifa Toeschouwers: 30.200 Scheidsrechter: Milorad Mažić |
| 28 maart 2015 18:00 uur | Tibi 50', 52' | details | 45+2' Ramsey 51', 78' Bale | Sammy Oferstadion, Haifa Toeschouwers: 30.200 Scheidsrechter: Milorad Mažić |

|                         |         |         |                       |                                                                                  |
| 28 maart 2015 20:45 uur | Andorra | 0 − 3   | Bosnië en Herzegovina | Estadi Nacional, Andorra la Vella Toeschouwers: 2.498 Scheidsrechter: István Vad |
| 28 maart 2015 20:45 uur |         | details | 14', 50', 63' Džeko   | Estadi Nacional, Andorra la Vella Toeschouwers: 2.498 Scheidsrechter: István Vad |

|                         |                                                           |         |        |                                                                                      |
| 28 maart 2015 20:45 uur | België                                                    | 5 − 0   | Cyprus | Koning Boudewijnstadion, Brussel Toeschouwers: 45.308 Scheidsrechter: Ovidiu Haţegan |
| 28 maart 2015 20:45 uur | Fellaini 21', 66' Benteke 35' E. Hazard 67' Batshuayi 80' | details |        | Koning Boudewijnstadion, Brussel Toeschouwers: 45.308 Scheidsrechter: Ovidiu Haţegan |

|                         |        |         |                              |                                                                               |
| 31 maart 2015 20:45 uur | Israël | 0 − 1   | België                       | Teddystadion, Jeruzalem Toeschouwers: 33.000 Scheidsrechter: Mark Clattenburg |
| 31 maart 2015 20:45 uur |        | details | 9' Fellaini 11', 64' Kompany | Teddystadion, Jeruzalem Toeschouwers: 33.000 Scheidsrechter: Mark Clattenburg |

|                        |                        |         |                         |                                                                                   |
| 12 juni 2015 20:45 uur | Andorra                | 1 − 3   | Cyprus                  | Estadi Nacional, Andorra la Vella Toeschouwers: 1.054 Scheidsrechter: Tobias Welz |
| 12 juni 2015 20:45 uur | Dossa Júnior 2' (e.d.) | details | 14', 45+1', 54' Mytidis | Estadi Nacional, Andorra la Vella Toeschouwers: 1.054 Scheidsrechter: Tobias Welz |

|                        |                                   |         |                 |                                                                        |
| 12 juni 2015 20:45 uur | Bosnië en Herzegovina             | 3 − 1   | Israël          | Bilino Polje, Zenica Toeschouwers: 12.100 Scheidsrechter: Ruddy Buquet |
| 12 juni 2015 20:45 uur | Višća 42', 75' Džeko 45+2' (pen.) | details | 41' Ben-Haim II | Bilino Polje, Zenica Toeschouwers: 12.100 Scheidsrechter: Ruddy Buquet |

|                        |          |         |        |                                                                                |
| 12 juni 2015 20:45 uur | Wales    | 1 − 0   | België | Cardiff City Stadium, Cardiff Toeschouwers: 33.280 Scheidsrechter: Felix Brych |
| 12 juni 2015 20:45 uur | Bale 24' | details |        | Cardiff City Stadium, Cardiff Toeschouwers: 33.280 Scheidsrechter: Felix Brych |

|                            |                                                 |         |                       |                                                                                   |
| 3 september 2015 20:45 uur | België                                          | 3 − 1   | Bosnië en Herzegovina | Koning Boudewijnstadion, Brussel Toeschouwers: 42.975 Scheidsrechter: Jorge Sousa |
| 3 september 2015 20:45 uur | Fellaini 23' De Bruyne 44' E. Hazard 78' (pen.) | details | 15' Džeko             | Koning Boudewijnstadion, Brussel Toeschouwers: 42.975 Scheidsrechter: Jorge Sousa |

|                            |        |         |          |                                                                                |
| 3 september 2015 20:45 uur | Cyprus | 0 − 1   | Wales    | New GSP Stadium, Nicosia Toeschouwers: 14.992 Scheidsrechter: Szymon Marciniak |
| 3 september 2015 20:45 uur |        | details | 83' Bale | New GSP Stadium, Nicosia Toeschouwers: 14.992 Scheidsrechter: Szymon Marciniak |

|                            |                                                  |         |         |                                                                            |
| 3 september 2015 20:45 uur | Israël                                           | 4 − 0   | Andorra | Sammy Oferstadion, Haifa Toeschouwers: 22.650 Scheidsrechter: Tamás Bognár |
| 3 september 2015 20:45 uur | Zahavi 3' Bitton 22' Hemed 26' (pen.) Dabour 38' | details |         | Sammy Oferstadion, Haifa Toeschouwers: 22.650 Scheidsrechter: Tamás Bognár |

|                            |         |       |        |                                                                               |
| 6 september 2015 18:00 uur | Wales   | 0 − 0 | Israël | Cardiff City Stadium, Cardiff Toeschouwers: 32.653 Scheidsrechter: Ivan Bebek |
| 6 september 2015 18:00 uur | details |       |        | Cardiff City Stadium, Cardiff Toeschouwers: 32.653 Scheidsrechter: Ivan Bebek |

|                            |                                            |         |               |                                                                        |
| 6 september 2015 20:45 uur | Bosnië en Herzegovina                      | 3 − 0   | Andorra       | Bilino Polje, Zenica Toeschouwers: 6.830 Scheidsrechter: Arnold Hunter |
| 6 september 2015 20:45 uur | Bičakčić 14' Džeko 30' Lulić 45' Bešić 63' | details | 64' Rodriguez | Bilino Polje, Zenica Toeschouwers: 6.830 Scheidsrechter: Arnold Hunter |

|                            |        |         |               |                                                                                    |
| 6 september 2015 20:45 uur | Cyprus | 0 − 1   | België        | New GSP Stadium, Nicosia Toeschouwers: 11.866 Scheidsrechter: Vladislav Bezborodov |
| 6 september 2015 20:45 uur |        | details | 86' E. Hazard | New GSP Stadium, Nicosia Toeschouwers: 11.866 Scheidsrechter: Vladislav Bezborodov |

|                           |                    |         |                                                                |                                                                                 |
| 10 oktober 2015 20:45 uur | Andorra            | 1 − 4   | België                                                         | Estadi Nacional, Andorra la Vella Toeschouwers: 3.032 Scheidsrechter: Paweł Gil |
| 10 oktober 2015 20:45 uur | I. Lima 51' (pen.) | details | 19' Nainggolan 42' De Bruyne 56' (pen.) E. Hazard 64' Depoitre | Estadi Nacional, Andorra la Vella Toeschouwers: 3.032 Scheidsrechter: Paweł Gil |

|                           |                          |         |       |                                                                                    |
| 10 oktober 2015 20:45 uur | Bosnië en Herzegovina    | 2 – 0   | Wales | Bilino Polje, Zenica Toeschouwers: 10.250 Scheidsrechter: Alberto Undiano Mallenco |
| 10 oktober 2015 20:45 uur | Đurić 72' Ibišević 90+1' | details |       | Bilino Polje, Zenica Toeschouwers: 10.250 Scheidsrechter: Alberto Undiano Mallenco |

|                           |            |         |                                |                                                                          |
| 10 oktober 2015 20:45 uur | Israël     | 1 − 2   | Cyprus                         | Teddystadion, Jeruzalem Toeschouwers: 25.300 Scheidsrechter: Jorge Sousa |
| 10 oktober 2015 20:45 uur | Bitton 77' | details | 59' Dossa Júnior 81' Demetriou | Teddystadion, Jeruzalem Toeschouwers: 25.300 Scheidsrechter: Jorge Sousa |

|                           |                                         |         |           |                                                                                               |
| 13 oktober 2015 20:45 uur | België                                  | 3 − 1   | Israël    | Koning Boudewijnstadion, Brussel Toeschouwers: 39.773 Scheidsrechter: Anastasios Sidiropoulos |
| 13 oktober 2015 20:45 uur | Mertens 64' De Bruyne 78' E. Hazard 84' | details | 88' Hemed | Koning Boudewijnstadion, Brussel Toeschouwers: 39.773 Scheidsrechter: Anastasios Sidiropoulos |

|                           |                               |         |                               |                                                                              |
| 13 oktober 2015 20:45 uur | Cyprus                        | 2 − 3   | Bosnië en Herzegovina         | New GSP Stadium, Nicosia Toeschouwers: 17.687 Scheidsrechter: Anthony Taylor |
| 13 oktober 2015 20:45 uur | Charalambidis 33' Mitidis 42' | details | 14', 45' Međunjanin 68' Đurić | New GSP Stadium, Nicosia Toeschouwers: 17.687 Scheidsrechter: Anthony Taylor |

|                           |                     |         |         |                                                                               |
| 13 oktober 2015 20:45 uur | Wales               | 2 − 0   | Andorra | Cardiff City Stadium, Cardiff Toeschouwers: 33.280 Scheidsrechter: Kevin Blom |
| 13 oktober 2015 20:45 uur | Ramsey 51' Bale 87' | details |         | Cardiff City Stadium, Cardiff Toeschouwers: 33.280 Scheidsrechter: Kevin Blom |

### Groep C
| Pos | Land        | Wed | Win | Gel | Ver | DV | DT | +/− | Pnt |
| --- | ----------- | --- | --- | --- | --- | -- | -- | --- | --- |
| 1   | Spanje      | 10  | 9   | 0   | 1   | 23 | 3  | +20 | 27  |
| 2   | Slowakije   | 10  | 7   | 1   | 2   | 17 | 8  | +9  | 22  |
| 3   | Oekraïne    | 10  | 6   | 1   | 3   | 14 | 4  | +10 | 19  |
| 4   | Wit-Rusland | 10  | 3   | 2   | 5   | 8  | 14 | –6  | 11  |
| 5   | Luxemburg   | 10  | 1   | 1   | 8   | 6  | 27 | –21 | 4   |
| 6   | Macedonië   | 10  | 1   | 1   | 8   | 6  | 18 | –12 | 4   |

|                            |            |         |             |                                                                                          |
| 8 september 2014 20:45 uur | Luxemburg  | 1 − 1   | Wit-Rusland | Stade Josy Barthel, Luxemburg-stad Toeschouwers: 3.265 Scheidsrechter: Gediminas Mažeika |
| 8 september 2014 20:45 uur | Gerson 42' | details | 78' Drahun  | Stade Josy Barthel, Luxemburg-stad Toeschouwers: 3.265 Scheidsrechter: Gediminas Mažeika |

|                            |                                                                   |         |                    |                                                                                                  |
| 8 september 2014 20:45 uur | Spanje                                                            | 5 − 1   | Macedonië          | Estadi Ciutat de València, Valencia Toeschouwers: 18.553 Scheidsrechter: Anastasios Sidiropoulos |
| 8 september 2014 20:45 uur | Ramos 16' (pen.) Alcácer 17' Busquets 45+3' Silva 50' Pedro 90+1' | details | 28' (pen.) Ibraimi | Estadi Ciutat de València, Valencia Toeschouwers: 18.553 Scheidsrechter: Anastasios Sidiropoulos |

|                            |          |         |           |                                                                          |
| 8 september 2014 20:45 uur | Oekraïne | 0 − 1   | Slowakije | NSK Olimpiejsky, Kiev Toeschouwers: 38.454 Scheidsrechter: Craig Thomson |
| 8 september 2014 20:45 uur |          | details | 17' Mak   | NSK Olimpiejsky, Kiev Toeschouwers: 38.454 Scheidsrechter: Craig Thomson |

|                          |             |         |                                           |                                                                            |
| 9 oktober 2014 20:45 uur | Wit-Rusland | 0 − 2   | Oekraïne                                  | Borisov Arena, Borisov Toeschouwers: 10.512 Scheidsrechter: Pol van Boekel |
| 9 oktober 2014 20:45 uur |             | details | 82' (e.d.) Martynovitsj 90+3' Sydortsjoek | Borisov Arena, Borisov Toeschouwers: 10.512 Scheidsrechter: Pol van Boekel |

|                          |                                                    |         |                      |                                                                              |
| 9 oktober 2014 20:45 uur | Macedonië                                          | 3 − 2   | Luxemburg            | Philip II Arena, Skopje Toeschouwers: 11.500 Scheidsrechter: Paolo Mazzoleni |
| 9 oktober 2014 20:45 uur | Trajkovski 20' Jahović 66' (pen.) Abdurahimi 90+2' | details | 39' Bensi 44' Turpel | Philip II Arena, Skopje Toeschouwers: 11.500 Scheidsrechter: Paolo Mazzoleni |

|                          |                     |         |             |                                                                              |
| 9 oktober 2014 20:45 uur | Slowakije           | 2 − 1   | Spanje      | Štadión pod Dubňom, Žilina Toeschouwers: 9.478 Scheidsrechter: Björn Kuipers |
| 9 oktober 2014 20:45 uur | Kucka 17' Stoch 87' | details | 82' Alcácer | Štadión pod Dubňom, Žilina Toeschouwers: 9.478 Scheidsrechter: Björn Kuipers |

|                           |                   |         |           |                                                                            |
| 12 oktober 2014 18:00 uur | Oekraïne          | 1 − 0   | Macedonië | Arena Lviv, Lviv Toeschouwers: 33.900 Scheidsrechter: Sébastien Delferière |
| 12 oktober 2014 18:00 uur | Sydortsjoek 45+2' | details |           | Arena Lviv, Lviv Toeschouwers: 33.900 Scheidsrechter: Sébastien Delferière |

|                           |               |         |                              |                                                                           |
| 12 oktober 2014 20:45 uur | Wit-Rusland   | 1 − 3   | Slowakije                    | Borisov Arena, Borisov Toeschouwers: 4.500 Scheidsrechter: Serge Gumienny |
| 12 oktober 2014 20:45 uur | Kalatsjev 79' | details | 65', 84' Hamšík 90+1' Šesták | Borisov Arena, Borisov Toeschouwers: 4.500 Scheidsrechter: Serge Gumienny |

|                           |           |         |                                            |                                                                                  |
| 12 oktober 2014 20:45 uur | Luxemburg | 0 − 4   | Spanje                                     | Stade Josy Barthel, Luxemburg-stad Toeschouwers: 8.500 Scheidsrechter: Paweł Gil |
| 12 oktober 2014 20:45 uur |           | details | 26' Silva 42' Alcácer 69' Costa 88' Bernat | Stade Josy Barthel, Luxemburg-stad Toeschouwers: 8.500 Scheidsrechter: Paweł Gil |

|                            |           |         |                          |                                                                                           |
| 15 november 2014 18:00 uur | Luxemburg | 0 − 3   | Oekraïne                 | Stade Josy Barthel, Luxemburg-stad Toeschouwers: 4.379 Scheidsrechter: Kristinn Jakobsson |
| 15 november 2014 18:00 uur |           | details | 33', 53', 56' Jarmolenko | Stade Josy Barthel, Luxemburg-stad Toeschouwers: 4.379 Scheidsrechter: Kristinn Jakobsson |

|                            |           |         |                     |                                                                           |
| 15 november 2014 20:45 uur | Macedonië | 0 − 2   | Slowakije           | Philip II Arena, Skopje Toeschouwers: 6.000 Scheidsrechter: Pedro Proença |
| 15 november 2014 20:45 uur |           | details | 25' Kucka 38' Nemec | Philip II Arena, Skopje Toeschouwers: 6.000 Scheidsrechter: Pedro Proença |

|                            |                                 |         |             |                                                                                  |
| 15 november 2014 20:45 uur | Spanje                          | 3 − 0   | Wit-Rusland | Estadio Nuevo Colombino, Huelva Toeschouwers: 19.249 Scheidsrechter: Kenn Hansen |
| 15 november 2014 20:45 uur | Isco 18' Busquets 19' Pedro 55' | details |             | Estadio Nuevo Colombino, Huelva Toeschouwers: 19.249 Scheidsrechter: Kenn Hansen |

|                         |               |         |                              |                                                                            |
| 27 maart 2015 20:45 uur | Macedonië     | 1 − 2   | Wit-Rusland                  | Philip II Arena, Skopje Toeschouwers: 3.447 Scheidsrechter: Anthony Taylor |
| 27 maart 2015 20:45 uur | Trajkovski 9' | details | 43' Kalatsjev 82' Kornilenko | Philip II Arena, Skopje Toeschouwers: 3.447 Scheidsrechter: Anthony Taylor |

|                         |                                 |         |           |                                                                               |
| 27 maart 2015 20:45 uur | Slowakije                       | 3 − 0   | Luxemburg | Štadión pod Dubňom, Žilina Toeschouwers: 9.524 Scheidsrechter: Stephan Studer |
| 27 maart 2015 20:45 uur | Nemec 10' Weiss 21' Pekarík 40' | details |           | Štadión pod Dubňom, Žilina Toeschouwers: 9.524 Scheidsrechter: Stephan Studer |

|                         |            |         |          |                                                                                          |
| 27 maart 2015 20:45 uur | Spanje     | 1 − 0   | Oekraïne | Estadio Ramón Sánchez Pizjuán, Sevilla Toeschouwers: 33.775 Scheidsrechter: Cüneyt Çakır |
| 27 maart 2015 20:45 uur | Morata 28' | details |          | Estadio Ramón Sánchez Pizjuán, Sevilla Toeschouwers: 33.775 Scheidsrechter: Cüneyt Çakır |

|                        |                                         |         |           |                                                                     |
| 14 juni 2015 18:00 uur | Oekraïne                                | 3 − 0   | Luxemburg | Arena Lviv, Lviv Toeschouwers: 21.635 Scheidsrechter: Arnold Hunter |
| 14 juni 2015 18:00 uur | Kravets 49' Harmasj 57' Konopljanka 87' | details |           | Arena Lviv, Lviv Toeschouwers: 21.635 Scheidsrechter: Arnold Hunter |

|                        |             |         |             |                                                                                  |
| 14 juni 2015 20:45 uur | Wit-Rusland | 0 − 1   | Spanje      | Borisov Arena, Borisov Toeschouwers: 13.121 Scheidsrechter: Robert Schörgenhofer |
| 14 juni 2015 20:45 uur |             | details | 45+1' Silva | Borisov Arena, Borisov Toeschouwers: 13.121 Scheidsrechter: Robert Schörgenhofer |

|                        |                      |         |                           |                                                                             |
| 14 juni 2015 20:45 uur | Slowakije            | 2 − 1   | Macedonië                 | Štadión pod Dubňom, Žilina Toeschouwers: 10.765 Scheidsrechter: Kenn Hansen |
| 14 juni 2015 20:45 uur | Saláta 9' Hamšík 39' | details | 70' Ademi 24', 85' Hasani | Štadión pod Dubňom, Žilina Toeschouwers: 10.765 Scheidsrechter: Kenn Hansen |

|                            |             |         |           |                                                                                        |
| 5 september 2015 18:00 uur | Luxemburg   | 1 − 0   | Macedonië | Stade Josy Barthel, Luxemburg-stad Toeschouwers: 1.657 Scheidsrechter: Simon Lee Evans |
| 5 september 2015 18:00 uur | Thill 90+3' | details |           | Stade Josy Barthel, Luxemburg-stad Toeschouwers: 1.657 Scheidsrechter: Simon Lee Evans |

|                            |                                           |         |                |                                                                   |
| 5 september 2015 18:00 uur | Oekraïne                                  | 3 − 1   | Wit-Rusland    | Arena Lviv, Lviv Toeschouwers: 32.648 Scheidsrechter: Liran Liany |
| 5 september 2015 18:00 uur | Kravets 8' Jarmolenko 31' Konopljanka 41' | details | 61' Kornilenko | Arena Lviv, Lviv Toeschouwers: 32.648 Scheidsrechter: Liran Liany |

|                            |                            |         |           |                                                                                    |
| 5 september 2015 20:45 uur | Spanje                     | 2 − 0   | Slowakije | Estadio Carlos Tartiere, Oviedo Toeschouwers: 19.874 Scheidsrechter: Damir Skomina |
| 5 september 2015 20:45 uur | Alba 5' Iniesta 30' (pen.) | details |           | Estadio Carlos Tartiere, Oviedo Toeschouwers: 19.874 Scheidsrechter: Damir Skomina |

|                            |                     |         |           |                                                                          |
| 8 september 2015 20:45 uur | Wit-Rusland         | 2 − 0   | Luxemburg | Borisov Arena, Borisov Toeschouwers: 3.482 Scheidsrechter: Slavko Vinčić |
| 8 september 2015 20:45 uur | Gordejchuk 34', 62' | details |           | Borisov Arena, Borisov Toeschouwers: 3.482 Scheidsrechter: Slavko Vinčić |

|                            |           |         |                    |                                                                                |
| 8 september 2015 20:45 uur | Macedonië | 0 − 1   | Spanje             | Philip II Arena, Skopje Toeschouwers: 28.843 Scheidsrechter: Paolo Tagliavento |
| 8 september 2015 20:45 uur |           | details | 8' (e.d.) Pačovski | Philip II Arena, Skopje Toeschouwers: 28.843 Scheidsrechter: Paolo Tagliavento |

|                            |           |       |          |                                                                                 |
| 8 september 2015 20:45 uur | Slowakije | 0 − 0 | Oekraïne | Štadión pod Dubňom, Žilina Toeschouwers: 10.648 Scheidsrechter: Martin Atkinson |
| 8 september 2015 20:45 uur | details   |       |          | Štadión pod Dubňom, Žilina Toeschouwers: 10.648 Scheidsrechter: Martin Atkinson |

|                          |           |         |                                  |                                                                            |
| 9 oktober 2015 20:45 uur | Macedonië | 0 − 2   | Oekraïne                         | Philip II Arena, Skopje Toeschouwers: 4.821 Scheidsrechter: Ovidiu Haţegan |
| 9 oktober 2015 20:45 uur |           | details | 59' (pen.) Seleznjov 87' Kravets | Philip II Arena, Skopje Toeschouwers: 4.821 Scheidsrechter: Ovidiu Haţegan |

|                          |           |         |                                  |                                                                              |
| 9 oktober 2015 20:45 uur | Slowakije | 0 − 1   | Wit-Rusland                      | Štadión pod Dubňom, Žilina Toeschouwers: 9.859 Scheidsrechter: Hüseyin Göçek |
| 9 oktober 2015 20:45 uur |           | details | 34' Drahun 57', 65' Martynovitsj | Štadión pod Dubňom, Žilina Toeschouwers: 9.859 Scheidsrechter: Hüseyin Göçek |

|                          |                                   |         |           |                                                                                       |
| 9 oktober 2015 20:45 uur | Spanje                            | 4 − 0   | Luxemburg | Estadio Las Gaunas, Logroño Toeschouwers: 14.472 Scheidsrechter: Sébastien Delferière |
| 9 oktober 2015 20:45 uur | Cazorla 42', 85' Alcácer 67', 80' | details |           | Estadio Las Gaunas, Logroño Toeschouwers: 14.472 Scheidsrechter: Sébastien Delferière |

|                           |             |       |           |                                                                              |
| 12 oktober 2015 20:45 uur | Wit-Rusland | 0 − 0 | Macedonië | Borisov Arena, Borisov Toeschouwers: 1.545 Scheidsrechter: Christian Dingert |
| 12 oktober 2015 20:45 uur | details     |       |           | Borisov Arena, Borisov Toeschouwers: 1.545 Scheidsrechter: Christian Dingert |

|                           |                              |         |                                     |                                                                                       |
| 12 oktober 2015 20:45 uur | Luxemburg                    | 2 − 4   | Slowakije                           | Stade Josy Barthel, Luxemburg-stad Toeschouwers: 2.512 Scheidsrechter: Oliver Drachta |
| 12 oktober 2015 20:45 uur | Mutsch 62' Gerson 66' (pen.) | details | 25', 90+2' Hamšík 30' Nemec 31' Mak | Stade Josy Barthel, Luxemburg-stad Toeschouwers: 2.512 Scheidsrechter: Oliver Drachta |

|                           |          |         |           |                                                                          |
| 12 oktober 2015 20:45 uur | Oekraïne | 0 − 1   | Spanje    | NSK Olimpiejsky, Kiev Toeschouwers: 61.248 Scheidsrechter: Milorad Mažić |
| 12 oktober 2015 20:45 uur |          | details | 23' Mario | NSK Olimpiejsky, Kiev Toeschouwers: 61.248 Scheidsrechter: Milorad Mažić |

### Groep D
| Pos | Land      | Wed | Win | Gel | Ver | DV | DT | +/− | Pnt |
| --- | --------- | --- | --- | --- | --- | -- | -- | --- | --- |
| 1   | Duitsland | 10  | 7   | 1   | 2   | 24 | 9  | +15 | 22  |
| 2   | Polen     | 10  | 6   | 3   | 1   | 33 | 10 | +23 | 21  |
| 3   | Ierland   | 10  | 5   | 3   | 2   | 19 | 7  | +12 | 18  |
| 4   | Schotland | 10  | 4   | 3   | 3   | 22 | 12 | +10 | 15  |
| 5   | Georgië   | 10  | 3   | 0   | 7   | 10 | 16 | –6  | 9   |
| 6   | Gibraltar | 10  | 0   | 0   | 10  | 2  | 56 | –54 | 0   |

|                            |                 |         |                  |                                                                                  |
| 7 september 2014 18:00 uur | Georgië         | 1 − 2   | Ierland          | Boris Paitsjadzestadion, Tbilisi Toeschouwers: 22.000 Scheidsrechter: Kevin Blom |
| 7 september 2014 18:00 uur | Okriasjvili 38' | details | 24', 90' McGeady | Boris Paitsjadzestadion, Tbilisi Toeschouwers: 22.000 Scheidsrechter: Kevin Blom |

|                            |                 |         |                               |                                                                                    |
| 7 september 2014 20:45 uur | Duitsland       | 2 − 1   | Schotland                     | Signal Iduna Park, Dortmund Toeschouwers: 60.209 Scheidsrechter: Svein Oddvar Moen |
| 7 september 2014 20:45 uur | Müller 18', 70' | details | 66' Anya 90+1', 90+4' Mulgrew | Signal Iduna Park, Dortmund Toeschouwers: 60.209 Scheidsrechter: Svein Oddvar Moen |

|                            |           |         |                                                                |                                                                                                |
| 7 september 2014 20:45 uur | Gibraltar | 0 − 7   | Polen                                                          | Estádio Algarve, Faro/Loulé, (Portugal) Toeschouwers: 1.620 Scheidsrechter: Stefan Johannesson |
| 7 september 2014 20:45 uur |           | details | 11', 48' Grosicki 50', 53', 86', 90+2' Lewandowski 58' Szukała | Estádio Algarve, Faro/Loulé, (Portugal) Toeschouwers: 1.620 Scheidsrechter: Stefan Johannesson |

|                           |                                                                          |         |           |                                                                             |
| 11 oktober 2014 18:00 uur | Ierland                                                                  | 7 − 0   | Gibraltar | Aviva Stadium, Dublin Toeschouwers: 35.123 Scheidsrechter: Leontios Trattou |
| 11 oktober 2014 18:00 uur | Keane 6', 14', 18' (pen.) McClean 46', 53' Perez 51' (e.d.) Hoolahan 56' | details |           | Aviva Stadium, Dublin Toeschouwers: 35.123 Scheidsrechter: Leontios Trattou |

|                           |                     |         |         |                                                                              |
| 11 oktober 2014 18:00 uur | Schotland           | 1 − 0   | Georgië | Ibrox Stadium, Glasgow Toeschouwers: 34.719 Scheidsrechter: Miroslav Zelinka |
| 11 oktober 2014 18:00 uur | Khubutia 28' (e.d.) | details |         | Ibrox Stadium, Glasgow Toeschouwers: 34.719 Scheidsrechter: Miroslav Zelinka |

|                           |                    |         |           |                                                                                |
| 11 oktober 2014 20:45 uur | Polen              | 2 − 0   | Duitsland | Nationaal Stadion, Warschau Toeschouwers: 56.934 Scheidsrechter: Pedro Proença |
| 11 oktober 2014 20:45 uur | Milik 51' Mila 88' | details |           | Nationaal Stadion, Warschau Toeschouwers: 56.934 Scheidsrechter: Pedro Proença |

|                           |           |         |              |                                                                                 |
| 14 oktober 2014 20:45 uur | Duitsland | 1 − 1   | Ierland      | Veltins-Arena, Gelsenkirchen Toeschouwers: 52.000 Scheidsrechter: Damir Skomina |
| 14 oktober 2014 20:45 uur | Kroos 71' | details | 90+4' O'Shea | Veltins-Arena, Gelsenkirchen Toeschouwers: 52.000 Scheidsrechter: Damir Skomina |

|                           |           |         |                                           |                                                                                          |
| 14 oktober 2014 20:45 uur | Gibraltar | 0 − 3   | Georgië                                   | Estádio Algarve, Faro/Loulé, (Portugal) Toeschouwers: 600 Scheidsrechter: Harald Lechner |
| 14 oktober 2014 20:45 uur |           | details | 9' Gelashvili 19' Okriasjvili 69' Kankava | Estádio Algarve, Faro/Loulé, (Portugal) Toeschouwers: 600 Scheidsrechter: Harald Lechner |

|                           |                         |         |                          |                                                                                           |
| 14 oktober 2014 20:45 uur | Polen                   | 2 − 2   | Schotland                | Nationaal Stadion, Warschau Toeschouwers: 55.197 Scheidsrechter: Alberto Undiano Mallenco |
| 14 oktober 2014 20:45 uur | Mączyński 12' Milik 76' | details | 18' Maloney 57' Naismith | Nationaal Stadion, Warschau Toeschouwers: 55.197 Scheidsrechter: Alberto Undiano Mallenco |

|                            |         |         |                                              |                                                                                         |
| 14 november 2014 18:00 uur | Georgië | 0 − 4   | Polen                                        | Boris Paitsjadzestadion, Tbilisi Toeschouwers: 18.000 Scheidsrechter: Paolo Tagliavento |
| 14 november 2014 18:00 uur |         | details | 51' Glik 71' Krychowiak 73' Mila 90+2' Milik | Boris Paitsjadzestadion, Tbilisi Toeschouwers: 18.000 Scheidsrechter: Paolo Tagliavento |

|                            |                                             |         |           |                                                                                  |
| 14 november 2014 20:45 uur | Duitsland                                   | 4 − 0   | Gibraltar | Grundig Stadion, Neurenberg Toeschouwers: 44.380 Scheidsrechter: Alexandru Tudor |
| 14 november 2014 20:45 uur | Müller 12', 29' Götze 38' Santos 67' (e.d.) | details |           | Grundig Stadion, Neurenberg Toeschouwers: 44.380 Scheidsrechter: Alexandru Tudor |

|                            |             |         |         |                                                                         |
| 14 november 2014 20:45 uur | Schotland   | 1 − 0   | Ierland | Celtic Park, Glasgow Toeschouwers: 59.239 Scheidsrechter: Milorad Mažić |
| 14 november 2014 20:45 uur | Maloney 75' | details |         | Celtic Park, Glasgow Toeschouwers: 59.239 Scheidsrechter: Milorad Mažić |

|                         |         |         |                     |                                                                                      |
| 29 maart 2015 18:00 uur | Georgië | 0 − 2   | Duitsland           | Boris Paitsjadzestadion, Tbilisi Toeschouwers: 51.000 Scheidsrechter: Clément Turpin |
| 29 maart 2015 18:00 uur |         | details | 39' Reus 44' Müller | Boris Paitsjadzestadion, Tbilisi Toeschouwers: 51.000 Scheidsrechter: Clément Turpin |

|                         |                                                             |         |              |                                                                               |
| 29 maart 2015 18:00 uur | Schotland                                                   | 6 − 1   | Gibraltar    | Hampden Park, Glasgow Toeschouwers: 34.255 Scheidsrechter: Mattias Gestranius |
| 29 maart 2015 18:00 uur | Maloney 18', 34' (pen.) Fletcher 29', 77', 90' Naismith 39' | details | 20' Casciaro | Hampden Park, Glasgow Toeschouwers: 34.255 Scheidsrechter: Mattias Gestranius |

|                         |            |         |            |                                                                           |
| 29 maart 2015 20:45 uur | Ierland    | 1 − 1   | Polen      | Aviva Stadium, Dublin Toeschouwers: 50.500 Scheidsrechter: Jonas Eriksson |
| 29 maart 2015 20:45 uur | Long 90+2' | details | 27' Peszko | Aviva Stadium, Dublin Toeschouwers: 50.500 Scheidsrechter: Jonas Eriksson |

|                        |                                         |         |         |                                                                                    |
| 13 juni 2015 18:00 uur | Polen                                   | 4 − 0   | Georgië | Nationaal Stadion, Warschau Toeschouwers: 56.512 Scheidsrechter: Aleksej Koelbakov |
| 13 juni 2015 18:00 uur | Milik 63' Lewandowski 89', 90+3', 90+4' | details |         | Nationaal Stadion, Warschau Toeschouwers: 56.512 Scheidsrechter: Aleksej Koelbakov |

|                        |             |         |                   |                                                                           |
| 13 juni 2015 18:00 uur | Ierland     | 1 − 1   | Schotland         | Aviva Stadium, Dublin Toeschouwers: 49.063 Scheidsrechter: Nicola Rizzoli |
| 13 juni 2015 18:00 uur | Walters 38' | details | 47' (e.d.) O'Shea | Aviva Stadium, Dublin Toeschouwers: 49.063 Scheidsrechter: Nicola Rizzoli |

|                        |           |         |                                                                  |                                                                                            |
| 13 juni 2015 20:45 uur | Gibraltar | 0 − 7   | Duitsland                                                        | Estádio Algarve, Faro/Loulé, (Portugal) Toeschouwers: 7.467 Scheidsrechter: Clayton Pisani |
| 13 juni 2015 20:45 uur |           | details | 28', 65', 71' Schürrle 47', 81' Kruse 51' Gündoğan 57' Bellarabi | Estádio Algarve, Faro/Loulé, (Portugal) Toeschouwers: 7.467 Scheidsrechter: Clayton Pisani |

|                            |                 |         |           |                                                                                      |
| 4 september 2015 18:00 uur | Georgië         | 1 − 0   | Schotland | Boris Paitsjadzestadion, Tbilisi Toeschouwers: 23.000 Scheidsrechter: Ovidiu Haţegan |
| 4 september 2015 18:00 uur | Kazaisjvili 39' | details |           | Boris Paitsjadzestadion, Tbilisi Toeschouwers: 23.000 Scheidsrechter: Ovidiu Haţegan |

|                            |                           |         |                 |                                                                                          |
| 4 september 2015 20:45 uur | Duitsland                 | 3 − 1   | Polen           | Commerzbank-Arena, Frankfurt am Main Toeschouwers: 48.500 Scheidsrechter: Nicola Rizzoli |
| 4 september 2015 20:45 uur | Müller 13' Götze 20', 83' | details | 37' Lewandowski | Commerzbank-Arena, Frankfurt am Main Toeschouwers: 48.500 Scheidsrechter: Nicola Rizzoli |

|                            |           |         |                                             |                                                                                              |
| 4 september 2015 20:45 uur | Gibraltar | 0 − 4   | Ierland                                     | Estádio Algarve, Faro/Loulé, (Portugal) Toeschouwers: 5.393 Scheidsrechter: Marijo Strahonja |
| 4 september 2015 20:45 uur |           | details | 28' Christie 50', 52' (pen.) Keane 80' Long | Estádio Algarve, Faro/Loulé, (Portugal) Toeschouwers: 5.393 Scheidsrechter: Marijo Strahonja |

|                            |                                                                                             |         |             |                                                                                    |
| 7 september 2015 20:45 uur | Polen                                                                                       | 8 − 1   | Gibraltar   | Nationaal Stadion, Warschau Toeschouwers: 27.763 Scheidsrechter: Gediminas Mažeika |
| 7 september 2015 20:45 uur | Grosicki 8', 15' Lewandowski 19', 29' Milik 56', 72' Błaszczykowski 59' (pen.) Kapustka 74' | details | 82' Gosling | Nationaal Stadion, Warschau Toeschouwers: 27.763 Scheidsrechter: Gediminas Mažeika |

|                            |             |         |         |                                                                       |
| 7 september 2015 20:45 uur | Ierland     | 1 − 0   | Georgië | Aviva Stadium, Dublin Toeschouwers: 27.200 Scheidsrechter: István Vad |
| 7 september 2015 20:45 uur | Walters 69' | details |         | Aviva Stadium, Dublin Toeschouwers: 27.200 Scheidsrechter: István Vad |

|                            |                                 |         |                              |                                                                          |
| 7 september 2015 20:45 uur | Schotland                       | 2 − 3   | Duitsland                    | Hampden Park, Glasgow Toeschouwers: 50.753 Scheidsrechter: Björn Kuipers |
| 7 september 2015 20:45 uur | Hummels 28' (e.d.) McArthur 43' | details | 18', 34' Müller 54' Gündoğan | Hampden Park, Glasgow Toeschouwers: 50.753 Scheidsrechter: Björn Kuipers |

|                          |                                                            |         |           |                                                                                     |
| 8 oktober 2015 18:00 uur | Georgië                                                    | 4 − 0   | Gibraltar | Boris Paitsjadzestadion, Tbilisi Toeschouwers: 11.330 Scheidsrechter: Sergiej Bojko |
| 8 oktober 2015 18:00 uur | Vatsadze 30', 45+1' Okriasjvili 35' (pen.) Kazaisjvili 87' | details |           | Boris Paitsjadzestadion, Tbilisi Toeschouwers: 11.330 Scheidsrechter: Sergiej Bojko |

|                          |          |         |           |                                                                                    |
| 8 oktober 2015 20:45 uur | Ierland  | 1 − 0   | Duitsland | Aviva Stadium, Dublin Toeschouwers: 50.604 Scheidsrechter: Carlos Velasco Carballo |
| 8 oktober 2015 20:45 uur | Long 70' | details |           | Aviva Stadium, Dublin Toeschouwers: 50.604 Scheidsrechter: Carlos Velasco Carballo |

|                          |                            |         |                       |                                                                          |
| 8 oktober 2015 20:45 uur | Schotland                  | 2 − 2   | Polen                 | Hampden Park, Glasgow Toeschouwers: 49.359 Scheidsrechter: Viktor Kassai |
| 8 oktober 2015 20:45 uur | Ritchie 45+1' Fletcher 62' | details | 4', 90+5' Lewandowski | Hampden Park, Glasgow Toeschouwers: 49.359 Scheidsrechter: Viktor Kassai |

|                           |                             |         |             |                                                                             |
| 11 oktober 2015 20:45 uur | Duitsland                   | 2 − 1   | Georgië     | Red Bull Arena, Leipzig Toeschouwers: 43.630 Scheidsrechter: Pavel Královec |
| 11 oktober 2015 20:45 uur | Müller 51' (pen.) Kruse 80' | details | 54' Kankava | Red Bull Arena, Leipzig Toeschouwers: 43.630 Scheidsrechter: Pavel Královec |

|                           |           |         |                                                                 |                                                                                                |
| 11 oktober 2015 20:45 uur | Gibraltar | 0 − 6   | Schotland                                                       | Estádio Algarve, Faro/Loulé, (Portugal) Toeschouwers: 12.401 Scheidsrechter: Aleksej Koelbakov |
| 11 oktober 2015 20:45 uur |           | details | 26' C. Martin 40' Maloney 53', 57', 86' Fletcher 90+2' Naismith | Estádio Algarve, Faro/Loulé, (Portugal) Toeschouwers: 12.401 Scheidsrechter: Aleksej Koelbakov |

|                           |                                |         |                                      |                                                                               |
| 11 oktober 2015 20:45 uur | Polen                          | 2 − 1   | Ierland                              | Nationaal Stadion, Warschau Toeschouwers: 57.497 Scheidsrechter: Cüneyt Çakır |
| 11 oktober 2015 20:45 uur | Krychowiak 14' Lewandowski 43' | details | 17' (pen.) Walters 20', 90+3' O'Shea | Nationaal Stadion, Warschau Toeschouwers: 57.497 Scheidsrechter: Cüneyt Çakır |

### Groep E
| Pos | Land        | Wed | Win | Gel | Ver | DV | DT | +/− | Pnt |
| --- | ----------- | --- | --- | --- | --- | -- | -- | --- | --- |
| 1   | Engeland    | 10  | 10  | 0   | 0   | 31 | 3  | +28 | 30  |
| 2   | Zwitserland | 10  | 7   | 0   | 3   | 24 | 8  | +16 | 21  |
| 3   | Slovenië    | 10  | 5   | 1   | 4   | 18 | 11 | +7  | 16  |
| 4   | Estland     | 10  | 3   | 1   | 6   | 4  | 9  | –5  | 10  |
| 5   | Litouwen    | 10  | 3   | 1   | 6   | 7  | 18 | –11 | 10  |
| 6   | San Marino  | 10  | 0   | 1   | 9   | 1  | 36 | –35 | 1   |

|                            |           |         |                     |                                                                               |
| 8 september 2014 20:45 uur | Estland   | 1 − 0   | Slovenië            | A. Le Coq Arena, Tallinn Toeschouwers: 6.561 Scheidsrechter: Szymon Marciniak |
| 8 september 2014 20:45 uur | Purje 86' | details | 63', 79' Stevanovič | A. Le Coq Arena, Tallinn Toeschouwers: 6.561 Scheidsrechter: Szymon Marciniak |

|                            |            |         |                               |                                                                             |
| 8 september 2014 20:45 uur | San Marino | 0 − 2   | Litouwen                      | Stadio Olimpico, Serravalle Toeschouwers: 986 Scheidsrechter: Libor Kovařik |
| 8 september 2014 20:45 uur |            | details | 5' Matulevičius 36' Novikovas | Stadio Olimpico, Serravalle Toeschouwers: 986 Scheidsrechter: Libor Kovařik |

|                            |             |         |                    |                                                                         |
| 8 september 2014 20:45 uur | Zwitserland | 0 − 2   | Engeland           | St. Jakob-Park, Bazel Toeschouwers: 35.500 Scheidsrechter: Cüneyt Çakır |
| 8 september 2014 20:45 uur |             | details | 58', 90+4' Welbeck | St. Jakob-Park, Bazel Toeschouwers: 35.500 Scheidsrechter: Cüneyt Çakır |

|                          |                                                                                |         |            |                                                                            |
| 9 oktober 2014 20:45 uur | Engeland                                                                       | 5 − 0   | San Marino | Wembley Stadium, Londen Toeschouwers: 55.990 Scheidsrechter: Marcin Borski |
| 9 oktober 2014 20:45 uur | Jagielka 25' Rooney 43' (pen.) Welbeck 49' Townsend 72' Della Valle 78' (e.d.) | details |            | Wembley Stadium, Londen Toeschouwers: 55.990 Scheidsrechter: Marcin Borski |

|                          |                |         |         |                                                                            |
| 9 oktober 2014 20:45 uur | Litouwen       | 1 − 0   | Estland | LFF-stadion, Vilnius Toeschouwers: 4.780 Scheidsrechter: Carlos Clos Gómez |
| 9 oktober 2014 20:45 uur | Mikoliūnas 76' | details |         | LFF-stadion, Vilnius Toeschouwers: 4.780 Scheidsrechter: Carlos Clos Gómez |

|                          |                      |         |             |                                                                                 |
| 9 oktober 2014 20:45 uur | Slovenië             | 1 − 0   | Zwitserland | Ljudski vrt-stadion, Maribor Toeschouwers: 8.500 Scheidsrechter: Wolfgang Stark |
| 9 oktober 2014 20:45 uur | Novakovič 79' (pen.) | details |             | Ljudski vrt-stadion, Maribor Toeschouwers: 8.500 Scheidsrechter: Wolfgang Stark |

|                           |                 |         |            |                                                                                |
| 12 oktober 2014 18:00 uur | Estland         | 0 − 1   | Engeland   | A. Le Coq Arena, Tallinn Toeschouwers: 10.195 Scheidsrechter: Marijo Strahonja |
| 12 oktober 2014 18:00 uur | Klavan 29', 48' | details | 73' Rooney | A. Le Coq Arena, Tallinn Toeschouwers: 10.195 Scheidsrechter: Marijo Strahonja |

|                           |          |         |                    |                                                                              |
| 12 oktober 2014 20:45 uur | Litouwen | 0 − 2   | Slovenië           | LFF-stadion, Vilnius Toeschouwers: 4.000 Scheidsrechter: Mihalis Koukoulakis |
| 12 oktober 2014 20:45 uur |          | details | 33', 37' Novakovič | LFF-stadion, Vilnius Toeschouwers: 4.000 Scheidsrechter: Mihalis Koukoulakis |

|                           |            |         |                                             |                                                                              |
| 14 oktober 2014 20:45 uur | San Marino | 0 − 4   | Zwitserland                                 | Stadio Olimpico, Serravalle Toeschouwers: 5.700 Scheidsrechter: Tony Chapron |
| 14 oktober 2014 20:45 uur |            | details | 10', 23' Seferović 30' Džemaili 79' Shaqiri | Stadio Olimpico, Serravalle Toeschouwers: 5.700 Scheidsrechter: Tony Chapron |

|                            |                                    |         |                      |                                                                                   |
| 15 november 2014 18:00 uur | Engeland                           | 3 − 1   | Slovenië             | Wembley Stadium, Londen Toeschouwers: 82.305 Scheidsrechter: Olegário Benquerença |
| 15 november 2014 18:00 uur | Rooney 59' (pen.) Welbeck 66', 72' | details | 58' (e.d.) Henderson | Wembley Stadium, Londen Toeschouwers: 82.305 Scheidsrechter: Olegário Benquerença |

|                            |            |       |         |                                                                           |
| 15 november 2014 18:00 uur | San Marino | 0 − 0 | Estland | Stadio Olimpico, Serravalle Toeschouwers: 759 Scheidsrechter: Felix Brych |
| 15 november 2014 18:00 uur | details    |       |         | Stadio Olimpico, Serravalle Toeschouwers: 759 Scheidsrechter: Felix Brych |

|                            |                                                 |         |          |                                                                                |
| 15 november 2014 20:45 uur | Zwitserland                                     | 4 − 0   | Litouwen | AFG Arena, Sankt Gallen Toeschouwers: 17.300 Scheidsrechter: Svein Oddvar Moen |
| 15 november 2014 20:45 uur | Arlauskis 66' (e.d.) Schär 68' Shaqiri 80', 90' | details |          | AFG Arena, Sankt Gallen Toeschouwers: 17.300 Scheidsrechter: Svein Oddvar Moen |

|                         |                                             |         |          |                                                                             |
| 27 maart 2015 20:45 uur | Engeland                                    | 4 − 0   | Litouwen | Wembley Stadium, Londen Toeschouwers: 83.671 Scheidsrechter: Pavel Královec |
| 27 maart 2015 20:45 uur | Rooney 6' Welbeck 45' Sterling 58' Kane 73' | details |          | Wembley Stadium, Londen Toeschouwers: 83.671 Scheidsrechter: Pavel Královec |

|                         |                                                                      |         |            |                                                                              |
| 27 maart 2015 20:45 uur | Slovenië                                                             | 6 − 0   | San Marino | Stožicestadion, Ljubljana Toeschouwers: 8.325 Scheidsrechter: Oliver Drachta |
| 27 maart 2015 20:45 uur | Iličić 10' Kampl 49' Struna 50' Novakovič 52' Lazarević 73' Ilić 88' | details |            | Stožicestadion, Ljubljana Toeschouwers: 8.325 Scheidsrechter: Oliver Drachta |

|                         |                                   |         |         |                                                                           |
| 27 maart 2015 20:45 uur | Zwitserland                       | 3 − 0   | Estland | Swissporarena, Luzern Toeschouwers: 14.500 Scheidsrechter: Danny Makkelie |
| 27 maart 2015 20:45 uur | Schär 17' Xhaka 27' Seferović 80' | details |         | Swissporarena, Luzern Toeschouwers: 14.500 Scheidsrechter: Danny Makkelie |

|                        |                 |         |            |                                                                            |
| 14 juni 2015 18:00 uur | Estland         | 2 − 0   | San Marino | A. Le Coq Arena, Tallinn Toeschouwers: 6.131 Scheidsrechter: Ivan Kružliak |
| 14 juni 2015 18:00 uur | Zenjov 35', 63' | details |            | A. Le Coq Arena, Tallinn Toeschouwers: 6.131 Scheidsrechter: Ivan Kružliak |

|                        |                          |         |                              |                                                                                         |
| 14 juni 2015 18:00 uur | Slovenië                 | 2 − 3   | Engeland                     | Stožicestadion, Ljubljana Toeschouwers: 15.796 Scheidsrechter: Alberto Undiano Mallenco |
| 14 juni 2015 18:00 uur | Novakovič 37' Pečnik 84' | details | 53', 73' Wilshere 86' Rooney | Stožicestadion, Ljubljana Toeschouwers: 15.796 Scheidsrechter: Alberto Undiano Mallenco |

|                        |             |         |                       |                                                                        |
| 14 juni 2015 20:45 uur | Litouwen    | 1 − 2   | Zwitserland           | LFF-stadion, Vilnius Toeschouwers: 4.786 Scheidsrechter: Craig Thomson |
| 14 juni 2015 20:45 uur | Černych 65' | details | 70' Drmić 84' Shaqiri | LFF-stadion, Vilnius Toeschouwers: 4.786 Scheidsrechter: Craig Thomson |

|                            |               |       |          |                                                                             |
| 5 september 2015 18:00 uur | Estland       | 1 − 0 | Litouwen | A. Le Coq Arena, Tallinn Toeschouwers: 6.621 Scheidsrechter: Oliver Drachta |
| 5 september 2015 18:00 uur | Vassiljev 72' |       |          | A. Le Coq Arena, Tallinn Toeschouwers: 6.621 Scheidsrechter: Oliver Drachta |

|                            |            |                                                                    |          |                                                                                  |
| 5 september 2015 18:00 uur | San Marino | 0 − 6                                                              | Engeland | Stadio Olimpico, Serravalle Toeschouwers: 4.378 Scheidsrechter: Leontios Trattou |
| 5 september 2015 18:00 uur |            | 14' Rooney 31' (e.d.) Brolli 70' Barkley 69', 79' Walcott 78' Kane |          | Stadio Olimpico, Serravalle Toeschouwers: 4.378 Scheidsrechter: Leontios Trattou |

|                            |                              |       |                         |                                                                           |
| 5 september 2015 20:45 uur | Zwitserland                  | 3 − 2 | Slovenië                | St. Jakob-Park, Bazel Toeschouwers: 25.750 Scheidsrechter: Pavel Královec |
| 5 september 2015 20:45 uur | Drmić 80', 90+4' Stocker 84' |       | 45' Novaković 48' Cesar | St. Jakob-Park, Bazel Toeschouwers: 25.750 Scheidsrechter: Pavel Královec |

|                            |                            |       |             |                                                                              |
| 8 september 2015 20:45 uur | Engeland                   | 2 − 0 | Zwitserland | Wembley Stadium, Londen Toeschouwers: 75.751 Scheidsrechter: Gianluca Rocchi |
| 8 september 2015 20:45 uur | Kane 67' Rooney 89' (pen.) |       |             | Wembley Stadium, Londen Toeschouwers: 75.751 Scheidsrechter: Gianluca Rocchi |

|                            |                                        |       |                                |                                                                         |
| 8 september 2015 20:45 uur | Litouwen                               | 2 − 1 | San Marino                     | LFF-stadion, Vilnius Toeschouwers: 2.856 Scheidsrechter: Clayton Pisani |
| 8 september 2015 20:45 uur | Černych 7' Spalvis 90+2' Arlauskis 50' |       | 55' Vitaioli 67', 88' Charuzzi | LFF-stadion, Vilnius Toeschouwers: 2.856 Scheidsrechter: Clayton Pisani |

|                            |           |       |         |                                                                                          |
| 8 september 2015 20:45 uur | Slovenië  | 1 − 0 | Estland | Ljudski vrt-stadion, Maribor Toeschouwers: 6.868 Scheidsrechter: Anastasios Sidiropoulos |
| 8 september 2015 20:45 uur | Berić 63' |       |         | Ljudski vrt-stadion, Maribor Toeschouwers: 6.868 Scheidsrechter: Anastasios Sidiropoulos |

|                          |                          |       |         |                                                                         |
| 9 oktober 2015 20:45 uur | Engeland                 | 2 − 0 | Estland | Wembley Stadium, Londen Toeschouwers: 75.427 Scheidsrechter: István Vad |
| 9 oktober 2015 20:45 uur | Walcott 45' Sterling 85' |       |         | Wembley Stadium, Londen Toeschouwers: 75.427 Scheidsrechter: István Vad |

|                          |                    |       |                      |                                                                              |
| 9 oktober 2015 20:45 uur | Slovenië           | 1 − 1 | Litouwen             | Stožicestadion, Ljubljana Toeschouwers: 10.498 Scheidsrechter: Björn Kuipers |
| 9 oktober 2015 20:45 uur | Birsa 45+1' (pen.) |       | 86' (pen.) Novikovas | Stožicestadion, Ljubljana Toeschouwers: 10.498 Scheidsrechter: Björn Kuipers |

|                          | |       |            |                                                                                 |
| 9 oktober 2015 20:45 uur | Zwitserland                                                                                        | 7 − 0 | San Marino | AFG Arena, Sankt Gallen Toeschouwers: 16.200 Scheidsrechter: Mattias Gestranius |
| 9 oktober 2015 20:45 uur | Lang 17' Inler 55' (pen.) Mehmedi 65' Djourou 72' (pen.) Kasami 75' Embolo 80' (pen.) Derdiyok 89' |       |            | AFG Arena, Sankt Gallen Toeschouwers: 16.200 Scheidsrechter: Mattias Gestranius |

|                           |         |                     |             |                                                                             |
| 12 oktober 2015 20:45 uur | Estland | 0 – 1               | Zwitserland | A. Le Coq Arena, Tallinn Toeschouwers: 7.304 Scheidsrechter: Pol van Boekel |
| 12 oktober 2015 20:45 uur |         | 90+4' (e.d.) Klavan |             | A. Le Coq Arena, Tallinn Toeschouwers: 7.304 Scheidsrechter: Pol van Boekel |

|                           |          |                                                         |          |                                                                      |
| 12 oktober 2015 20:45 uur | Litouwen | 0 − 3                                                   | Engeland | LFF-stadion, Vilnius Toeschouwers: 5.051 Scheidsrechter: Kenn Hansen |
| 12 oktober 2015 20:45 uur |          | 30' Barkley 36' (e.d.) Arlauskis 63' Oxlade-Chamberlain |          | LFF-stadion, Vilnius Toeschouwers: 5.051 Scheidsrechter: Kenn Hansen |

|                           |            |                      |          |                                                                                  |
| 12 oktober 2015 20:45 uur | San Marino | 0 − 2                | Slovenië | Stadio Olimpico, Serravalle Toeschouwers: 781 Scheidsrechter: Aleksandar Stavrev |
| 12 oktober 2015 20:45 uur |            | 55' Cesar 76' Pečnik |          | Stadio Olimpico, Serravalle Toeschouwers: 781 Scheidsrechter: Aleksandar Stavrev |

### Groep F
| Pos | Land          | Wed | Win | Gel | Ver | DV | DT | +/− | Pnt |
| --- | ------------- | --- | --- | --- | --- | -- | -- | --- | --- |
| 1   | Noord-Ierland | 10  | 6   | 3   | 1   | 16 | 8  | +8  | 21  |
| 2   | Roemenië      | 10  | 5   | 5   | 0   | 11 | 2  | +9  | 20  |
| 3   | Hongarije     | 10  | 4   | 4   | 2   | 11 | 9  | +2  | 16  |
| 4   | Finland       | 10  | 3   | 3   | 4   | 9  | 10 | –1  | 12  |
| 5   | Faeröer       | 10  | 2   | 0   | 8   | 6  | 17 | −11 | 6   |
| 6   | Griekenland   | 10  | 1   | 3   | 6   | 7  | 14 | –7  | 6   |

|                            |             |         |                         |                                                                              |
| 7 september 2014 18:00 uur | Hongarije   | 1 − 2   | Noord-Ierland           | Groupama Arena, Boedapest Toeschouwers: 20.672 Scheidsrechter: Deniz Aytekin |
| 7 september 2014 18:00 uur | Priskin 75' | details | 81' McGinn 88' Lafferty | Groupama Arena, Boedapest Toeschouwers: 20.672 Scheidsrechter: Deniz Aytekin |

|                            |           |         |                               |                                                                          |
| 7 september 2014 20:45 uur | Faeröer   | 1 − 3   | Finland                       | Tórsvøllur, Tórshavn Toeschouwers: 3.330 Scheidsrechter: Simon Lee Evans |
| 7 september 2014 20:45 uur | Holst 41' | details | 53', 78' Riski 82' Jerjomenko | Tórsvøllur, Tórshavn Toeschouwers: 3.330 Scheidsrechter: Simon Lee Evans |

|                            |             |         |                                     | |
| 7 september 2014 20:45 uur | Griekenland | 0 − 1   | Roemenië                            | Georgios Karaiskákisstadion, Piraeus (Athene) Toeschouwers: 0 (gesloten voor publiek) Scheidsrechter: Mark Clattenburg |
| 7 september 2014 20:45 uur |             | details | 10' (pen.) Marica 45+2', 53' Marica | Georgios Karaiskákisstadion, Piraeus (Athene) Toeschouwers: 0 (gesloten voor publiek) Scheidsrechter: Mark Clattenburg |

|                           |             |         |               |                                                                                |
| 11 oktober 2014 18:00 uur | Roemenië    | 1 − 1   | Hongarije     | Arena Națională, Boekarest Toeschouwers: 54.000 Scheidsrechter: William Collum |
| 11 oktober 2014 18:00 uur | Rusescu 45' | details | 82' Dzsudzsák | Arena Națională, Boekarest Toeschouwers: 54.000 Scheidsrechter: William Collum |

|                           |           |         |             |                                                                               |
| 11 oktober 2014 20:45 uur | Finland   | 1 − 1   | Griekenland | Olympiastadion, Helsinki Toeschouwers: 26.548 Scheidsrechter: David Fernández |
| 11 oktober 2014 20:45 uur | Hurme 55' | details | 24' Karelis | Olympiastadion, Helsinki Toeschouwers: 26.548 Scheidsrechter: David Fernández |

|                           |                         |         |         |                                                                       |
| 11 oktober 2014 20:45 uur | Noord-Ierland           | 2 − 0   | Faeröer | Windsor Park, Belfast Toeschouwers: 10.500 Scheidsrechter: Alon Yefet |
| 11 oktober 2014 20:45 uur | McAuley 6' Lafferty 20' | details |         | Windsor Park, Belfast Toeschouwers: 10.500 Scheidsrechter: Alon Yefet |

|                           |         |         |            |                                                                            |
| 14 oktober 2014 20:45 uur | Faeröer | 0 − 1   | Hongarije  | Tórsvøllur, Tórshavn Toeschouwers: 2.000 Scheidsrechter: Aleksej Koelbakov |
| 14 oktober 2014 20:45 uur |         | details | 21' Szalai | Tórsvøllur, Tórshavn Toeschouwers: 2.000 Scheidsrechter: Aleksej Koelbakov |

|                           |               |         |                 |                                                                                 |
| 14 oktober 2014 20:45 uur | Finland       | 0 − 2   | Roemenië        | Olympiastadion, Helsinki Toeschouwers: 19.408 Scheidsrechter: Paolo Tagliavento |
| 14 oktober 2014 20:45 uur | Ring 52', 56' | details | 54', 83' Stancu | Olympiastadion, Helsinki Toeschouwers: 19.408 Scheidsrechter: Paolo Tagliavento |

|                           |             |         |                      | |
| 14 oktober 2014 20:45 uur | Griekenland | 0 − 2   | Noord-Ierland        | Georgios Karaiskákisstadion, Piraeus (Athene) Toeschouwers: 24.000 Scheidsrechter: Stéphane Lannoy |
| 14 oktober 2014 20:45 uur |             | details | 9' Ward 51' Lafferty | Georgios Karaiskákisstadion, Piraeus (Athene) Toeschouwers: 24.000 Scheidsrechter: Stéphane Lannoy |

|                            |             |         |                |                                                                                                   |
| 14 november 2014 20:45 uur | Griekenland | 0 − 1   | Faeröer        | Georgios Karaiskákisstadion, Piraeus (Athene) Toeschouwers: 16.821 Scheidsrechter: Nicola Rizzoli |
| 14 november 2014 20:45 uur |             | details | 61' Edmundsson | Georgios Karaiskákisstadion, Piraeus (Athene) Toeschouwers: 16.821 Scheidsrechter: Nicola Rizzoli |

|                           |           |         |         |                                                                               |
| 14 november 2014 20:45 ur | Hongarije | 1 − 0   | Finland | Groupama Arena, Boedapest Toeschouwers: 19.500 Scheidsrechter: Clément Turpin |
| 14 november 2014 20:45 ur | Gera 84'  | details |         | Groupama Arena, Boedapest Toeschouwers: 19.500 Scheidsrechter: Clément Turpin |

|                            |               |         |               |                                                                                |
| 14 november 2014 20:45 uur | Roemenië      | 2 − 0   | Noord-Ierland | Arena Națională, Boekarest Toeschouwers: 28.892 Scheidsrechter: Jonas Eriksson |
| 14 november 2014 20:45 uur | Papp 74', 79' | details |               | Arena Națională, Boekarest Toeschouwers: 28.892 Scheidsrechter: Jonas Eriksson |

|                         |                   |         |           |                                                                             |
| 29 maart 2015 18:00 uur | Noord-Ierland     | 2 − 1   | Finland   | Windsor Park, Belfast Toeschouwers: 10.264 Scheidsrechter: Szymon Marciniak |
| 29 maart 2015 18:00 uur | Lafferty 33', 38' | details | 90' Sadik | Windsor Park, Belfast Toeschouwers: 10.264 Scheidsrechter: Szymon Marciniak |

|                         |            |         |         |                                                                                   |
| 29 maart 2015 18:00 uur | Roemenië   | 1 − 0   | Faeröer | Ilie Oanăstadion, Ploiești Toeschouwers: 13.898 Scheidsrechter: Artur Soares Dias |
| 29 maart 2015 18:00 uur | Keșerü 21' | details |         | Ilie Oanăstadion, Ploiești Toeschouwers: 13.898 Scheidsrechter: Artur Soares Dias |

|                         |           |       |             |                                                                                |
| 29 maart 2015 20:45 uur | Hongarije | 0 − 0 | Griekenland | Groupama Arena, Boedapest Toeschouwers: 22.000 Scheidsrechter: Sergej Karasjov |
| 29 maart 2015 20:45 uur | details   |       |             | Groupama Arena, Boedapest Toeschouwers: 22.000 Scheidsrechter: Sergej Karasjov |

|                        |         |         |             |                                                                         |
| 13 juni 2015 18:00 uur | Finland | 0 − 1   | Hongarije   | Olympiastadion, Helsinki Toeschouwers: 20.434 Scheidsrechter: Matej Jug |
| 13 juni 2015 18:00 uur |         | details | 83' Stieber | Olympiastadion, Helsinki Toeschouwers: 20.434 Scheidsrechter: Matej Jug |

|                        |                       |         |                      |                                                                           |
| 13 juni 2015 20:45 uur | Faeröer               | 2 − 1   | Griekenland          | Tórsvøllur, Tórshavn Toeschouwers: 4.731 Scheidsrechter: Tom Harald Hagen |
| 13 juni 2015 20:45 uur | Hansson 32' Olsen 70' | details | 84' Papastathopoulos | Tórsvøllur, Tórshavn Toeschouwers: 4.731 Scheidsrechter: Tom Harald Hagen |

|                        |               |       |          |                                                                                    |
| 13 juni 2015 20:45 uur | Noord-Ierland | 0 − 0 | Roemenië | Windsor Park, Belfast Toeschouwers: 10.000 Scheidsrechter: Carlos Velasco Carballo |
| 13 juni 2015 20:45 uur | details       |       |          | Windsor Park, Belfast Toeschouwers: 10.000 Scheidsrechter: Carlos Velasco Carballo |

|                        |                         |       |                               |                                                                       |
| 4 september 2015 20:45 | Faeröer                 | 1 − 3 | Noord-Ierland                 | Tórsvøllur, Tórshavn Toeschouwers: 4.513 Scheidsrechter: Felix Zwayer |
| 4 september 2015 20:45 | Edmundsson 36', 6', 65' |       | 12', 72' McAuley 75' Lafferty | Tórsvøllur, Tórshavn Toeschouwers: 4.513 Scheidsrechter: Felix Zwayer |

|                        |             |                |         |                                                                                                  |
| 4 september 2015 20:45 | Griekenland | 0 − 1          | Finland | Georgios Karaiskákisstadion, Piraeus (Athene) Toeschouwers: 17.358 Scheidsrechter: Sergiej Bojko |
| 4 september 2015 20:45 |             | 75' Pohjanpolo |         | Georgios Karaiskákisstadion, Piraeus (Athene) Toeschouwers: 17.358 Scheidsrechter: Sergiej Bojko |

|                        |           |       |          |                                                                            |
| 4 september 2015 20:45 | Hongarije | 0 − 0 | Roemenië | Groupama Arena, Boedapest Toeschouwers: 22.060 Scheidsrechter: Felix Brych |
| 4 september 2015 20:45 |           |       |          | Groupama Arena, Boedapest Toeschouwers: 22.060 Scheidsrechter: Felix Brych |

|                        |                |       |         |                                                                            |
| 7 september 2015 20:45 | Finland        | 1 − 0 | Faeröer | Olympiastadion, Helsinki Toeschouwers: 9.477 Scheidsrechter: Marcin Borski |
| 7 september 2015 20:45 | Pohjanpolo 23' |       |         | Olympiastadion, Helsinki Toeschouwers: 9.477 Scheidsrechter: Marcin Borski |

|                        |                               |       |             |                                                                         |
| 7 september 2015 20:45 | Noord-Ierland                 | 1 − 1 | Hongarije   | Windsor Park, Belfast Toeschouwers: 10.200 Scheidsrechter: Cüneyt Çakır |
| 7 september 2015 20:45 | Lafferty 90+3' Baird 82', 83' |       | 74' Guzmics | Windsor Park, Belfast Toeschouwers: 10.200 Scheidsrechter: Cüneyt Çakır |

|                        |          |       |             |                                                                                   |
| 7 september 2015 20:45 | Roemenië | 0 − 0 | Griekenland | Arena Națională, Boekarest Toeschouwers: 38.153 Scheidsrechter: Aleksej Koelbakov |
| 7 september 2015 20:45 |          |       |             | Arena Națională, Boekarest Toeschouwers: 38.153 Scheidsrechter: Aleksej Koelbakov |

|                      |               |       |                                   |                                                                                     |
| 8 oktober 2015 20:45 | Hongarije     | 2 − 1 | Faeröer                           | Groupama Arena, Boedapest Toeschouwers: 16.797 Scheidsrechter: Robert Schörgenhofer |
| 8 oktober 2015 20:45 | Böde 64', 72' |       | 12' Jakobsen 44', 90+5' Gregersen | Groupama Arena, Boedapest Toeschouwers: 16.797 Scheidsrechter: Robert Schörgenhofer |

|                      |                             |       |              |                                                                        |
| 8 oktober 2015 20:45 | Noord-Ierland               | 3 − 1 | Griekenland  | Windsor Park, Belfast Toeschouwers: 11.700 Scheidsrechter: Bas Nijhuis |
| 8 oktober 2015 20:45 | Davis 36', 59' Magennis 50' |       | 88' Aravidis | Windsor Park, Belfast Toeschouwers: 11.700 Scheidsrechter: Bas Nijhuis |

|                      |             |       |                |                                                                               |
| 8 oktober 2015 20:45 | Roemenië    | 1 − 1 | Finland        | Arena Națională, Boekarest Toeschouwers: 47.987 Scheidsrechter: Craig Thomson |
| 8 oktober 2015 20:45 | Hoban 90+2' |       | 68' Pohjanpolo | Arena Națională, Boekarest Toeschouwers: 47.987 Scheidsrechter: Craig Thomson |

|                       |         |                             |          |                                                                        |
| 11 oktober 2015 18:00 | Faeröer | 0 − 3                       | Roemenië | Tórsvøllur, Tórshavn Toeschouwers: 3.941 Scheidsrechter: Ivan Kružliak |
| 11 oktober 2015 18:00 |         | 5', 45+2' Budescu 84' Maxim |          | Tórsvøllur, Tórshavn Toeschouwers: 3.941 Scheidsrechter: Ivan Kružliak |

|                       |              |       |               |                                                                               |
| 11 oktober 2015 18:00 | Finland      | 1 − 1 | Noord-Ierland | Olympiastadion, Helsinki Toeschouwers: 14.550 Scheidsrechter: Sergej Karasjov |
| 11 oktober 2015 18:00 | Arajuuri 88' |       | 32' Cathcart  | Olympiastadion, Helsinki Toeschouwers: 14.550 Scheidsrechter: Sergej Karasjov |

|                       |                                                     |       |                                 |                                                                                              |
| 11 oktober 2015 18:00 | Griekenland                                         | 4 − 3 | Hongarije                       | Georgios Karaiskákisstadion, Piraeus (Athene) Toeschouwers: 9.500 Scheidsrechter: Ivan Bebek |
| 11 oktober 2015 18:00 | Stafylidis 6' Tachtsidis 58' Mitroglou 80' Kone 87' |       | 27' Lovrencsics 55', 79' Németh | Georgios Karaiskákisstadion, Piraeus (Athene) Toeschouwers: 9.500 Scheidsrechter: Ivan Bebek |

### Groep G
| Pos | Land          | Wed | Win | Gel | Ver | DV | DT | +/− | Pnt |
| --- | ------------- | --- | --- | --- | --- | -- | -- | --- | --- |
| 1   | Oostenrijk    | 10  | 9   | 1   | 0   | 22 | 5  | +17 | 28  |
| 2   | Rusland       | 10  | 6   | 2   | 2   | 21 | 5  | +16 | 20  |
| 3   | Zweden        | 10  | 5   | 3   | 2   | 15 | 9  | +6  | 18  |
| 4   | Montenegro    | 10  | 3   | 2   | 5   | 10 | 13 | –3  | 11  |
| 5   | Liechtenstein | 10  | 1   | 2   | 7   | 2  | 26 | –24 | 5   |
| 6   | Moldavië      | 10  | 0   | 2   | 8   | 4  | 16 | –12 | 2   |

|                            |                                                                          |         |               |                                                                                |
| 8 september 2014 18:00 uur | Rusland                                                                  | 4 − 0   | Liechtenstein | Arena Chimki, Chimki Toeschouwers: 11.236 Scheidsrechter: Sébastien Delferière |
| 8 september 2014 18:00 uur | M. Büchel 4' (e.d.) Burgmeier 50' (e.d.) Kombarov 54' (pen.) Dzjoeba 65' | details |               | Arena Chimki, Chimki Toeschouwers: 11.236 Scheidsrechter: Sébastien Delferière |

|                            |                 |         |            |                                                                                |
| 8 september 2014 20:45 uur | Oostenrijk      | 1 − 1   | Zweden     | Ernst Happelstadion, Wenen Toeschouwers: 48.500 Scheidsrechter: Pavel Královec |
| 8 september 2014 20:45 uur | Alaba 7' (pen.) | details | 12' Zengin | Ernst Happelstadion, Wenen Toeschouwers: 48.500 Scheidsrechter: Pavel Královec |

|                            |                             |         |          |                                                                                     |
| 8 september 2014 20:45 uur | Montenegro                  | 2 − 0   | Moldavië | Pod Goricomstadion, Podgorica Toeschouwers: 8.759 Scheidsrechter: Aleksej Koelbakov |
| 8 september 2014 20:45 uur | Vučinić 45+3' Tomašević 73' | details |          | Pod Goricomstadion, Podgorica Toeschouwers: 8.759 Scheidsrechter: Aleksej Koelbakov |

|                          |               |       |            |                                                                             |
| 9 oktober 2014 20:45 uur | Liechtenstein | 0 − 0 | Montenegro | Rheinparkstadion, Vaduz Toeschouwers: 2.790 Scheidsrechter: Simon Lee Evans |
| 9 oktober 2014 20:45 uur | details       |       |            | Rheinparkstadion, Vaduz Toeschouwers: 2.790 Scheidsrechter: Simon Lee Evans |

|                          |                  |         |                                      |                                                                            |
| 9 oktober 2014 20:45 uur | Moldavië         | 1 − 2   | Oostenrijk                           | Stadionul Zimbru, Chisinau Toeschouwers: 8.500 Scheidsrechter: Jorge Sousa |
| 9 oktober 2014 20:45 uur | Dedov 27' (pen.) | details | 12' (pen.) Alaba 51' Janko 82' Janko | Stadionul Zimbru, Chisinau Toeschouwers: 8.500 Scheidsrechter: Jorge Sousa |

|                          |              |         |             |                                                                          |
| 9 oktober 2014 20:45 uur | Zweden       | 1 − 1   | Rusland     | Friends Arena, Solna Toeschouwers: 49.023 Scheidsrechter: Nicola Rizzoli |
| 9 oktober 2014 20:45 uur | Toivonen 49' | details | 10' Kokorin | Friends Arena, Solna Toeschouwers: 49.023 Scheidsrechter: Nicola Rizzoli |

|                           |            |         |            |                                                                             |
| 12 oktober 2014 18:00 uur | Oostenrijk | 1 − 0   | Montenegro | Ernst Happelstadion, Wenen Toeschouwers: 44.200 Scheidsrechter: Bas Nijhuis |
| 12 oktober 2014 18:00 uur | Okotie 24' | details |            | Ernst Happelstadion, Wenen Toeschouwers: 44.200 Scheidsrechter: Bas Nijhuis |

|                           |                    |         |              |                                                                                |
| 12 oktober 2014 18:00 uur | Rusland            | 1 − 1   | Moldavië     | Otkrytie Arena, Moskou Toeschouwers: 42.000 Scheidsrechter: Kristinn Jakobsson |
| 12 oktober 2014 18:00 uur | Dzjoeba 73' (pen.) | details | 74' Epureanu | Otkrytie Arena, Moskou Toeschouwers: 42.000 Scheidsrechter: Kristinn Jakobsson |

|                           |                       |         |               |                                                                             |
| 12 oktober 2014 20:45 uur | Zweden                | 2 − 0   | Liechtenstein | Friends Arena, Solna Toeschouwers: 22.528 Scheidsrechter: Gediminas Mažeika |
| 12 oktober 2014 20:45 uur | Zengin 34' Durmaz 46' | details |               | Friends Arena, Solna Toeschouwers: 22.528 Scheidsrechter: Gediminas Mažeika |

|                            |            |         |         |                                                                                 |
| 15 november 2014 18:00 uur | Oostenrijk | 1 − 0   | Rusland | Ernst Happelstadion, Wenen Toeschouwers: 47.500 Scheidsrechter: Martin Atkinson |
| 15 november 2014 18:00 uur | Okotie 73' | details |         | Ernst Happelstadion, Wenen Toeschouwers: 47.500 Scheidsrechter: Martin Atkinson |

|                            |          |         |               |                                                                                   |
| 15 november 2014 18:00 uur | Moldavië | 0 − 1   | Liechtenstein | Stadionul Zimbru, Chisinau Toeschouwers: 6.843 Scheidsrechter: Mattias Gestranius |
| 15 november 2014 18:00 uur |          | details | 74' Burgmeier | Stadionul Zimbru, Chisinau Toeschouwers: 6.843 Scheidsrechter: Mattias Gestranius |

|                            |                    |         |                |                                                                                   |
| 15 november 2014 20:45 uur | Montenegro         | 1 − 1   | Zweden         | Pod Goricomstadion, Podgorica Toeschouwers: 10.538 Scheidsrechter: William Collum |
| 15 november 2014 20:45 uur | Jovetić 80' (pen.) | details | 9' Ibrahimović | Pod Goricomstadion, Podgorica Toeschouwers: 10.538 Scheidsrechter: William Collum |

|                         |               |         |                                                               |                                                                          |
| 27 maart 2015 20:45 uur | Liechtenstein | 0 − 5   | Oostenrijk                                                    | Rheinparkstadion, Vaduz Toeschouwers: 5.864 Scheidsrechter: Felix Zwayer |
| 27 maart 2015 20:45 uur |               | details | 14' Harnik 16' Janko 59' Alaba 74' Junuzović 90+3' Arnautović | Rheinparkstadion, Vaduz Toeschouwers: 5.864 Scheidsrechter: Felix Zwayer |

|                         |          |         |                                                 |                                                                            |
| 27 maart 2015 20:45 uur | Moldavië | 0 − 2   | Zweden                                          | Stadionul Zimbru, Chisinau Toeschouwers: 10.375 Scheidsrechter: Ivan Bebek |
| 27 maart 2015 20:45 uur |          | details | 46', 84' (pen.) Ibrahimović 4', 90+4' Granqvist | Stadionul Zimbru, Chisinau Toeschouwers: 10.375 Scheidsrechter: Ivan Bebek |

|                         |            |        |         |                                                                                  |
| 27 maart 2015 20:45 uur | Montenegro | 0 – 31 | Rusland | Pod Goricomstadion, Podgorica Toeschouwers: 12.000 Scheidsrechter: Deniz Aytekin |
| 27 maart 2015 20:45 uur |            |        |         | Pod Goricomstadion, Podgorica Toeschouwers: 12.000 Scheidsrechter: Deniz Aytekin |

|                        |               |         |            |                                                                           |
| 14 juni 2015 18:00 uur | Liechtenstein | 1 − 1   | Moldavië   | Rheinparkstadion, Vaduz Toeschouwers: 2.080 Scheidsrechter: Libor Kovařik |
| 14 juni 2015 18:00 uur | Wieser 21'    | details | 44' Boghiu | Rheinparkstadion, Vaduz Toeschouwers: 2.080 Scheidsrechter: Libor Kovařik |

|                        |         |         |            |                                                                           |
| 14 juni 2015 18:00 uur | Rusland | 0 − 1   | Oostenrijk | Otkrytie Arena, Moskou Toeschouwers: 33.750 Scheidsrechter: Milorad Mažić |
| 14 juni 2015 18:00 uur |         | details | 33' Janko  | Otkrytie Arena, Moskou Toeschouwers: 33.750 Scheidsrechter: Milorad Mažić |

|                    |                               |         |                       |                                                                         |
| 14 juni 2015 20:45 | Zweden                        | 3 − 1   | Montenegro            | Friends Arena, Solna Toeschouwers: 32.224 Scheidsrechter: Hüseyin Göçek |
| 14 juni 2015 20:45 | Berg 39' Ibrahimović 41', 45' | details | 65' (pen.) Damjanović | Friends Arena, Solna Toeschouwers: 32.224 Scheidsrechter: Hüseyin Göçek |

|                        |             |         |        |                                                                              |
| 5 september 2015 18:00 | Rusland     | 1 − 0   | Zweden | Otkrytie Arena, Moskou Toeschouwers: 43.768 Scheidsrechter: Mark Clattenburg |
| 5 september 2015 18:00 | Dzjoeba 38' | verslag |        | Otkrytie Arena, Moskou Toeschouwers: 43.768 Scheidsrechter: Mark Clattenburg |

|                        |               |         |          |                                                                                    |
| 5 september 2015 20:45 | Oostenrijk    | 1 − 0   | Moldavië | Ernst Happelstadion, Wenen Toeschouwers: 48.500 Scheidsrechter: Aleksandar Stavrev |
| 5 september 2015 20:45 | Junuzović 52' | verslag |          | Ernst Happelstadion, Wenen Toeschouwers: 48.500 Scheidsrechter: Aleksandar Stavrev |

|                        |                         |       |               | |
| 5 september 2015 20:45 | Montenegro              | 2 − 0 | Liechtenstein | Pod Goricomstadion, Podgorica Toeschouwers: 0 (gesloten voor publiek) Scheidsrechter: Xavier Estrada |
| 5 september 2015 20:45 | Bećiraj 38' Jovetić 56' |       |               | Pod Goricomstadion, Podgorica Toeschouwers: 0 (gesloten voor publiek) Scheidsrechter: Xavier Estrada |

|                        |               |       |                                                                       |                                                                           |
| 8 september 2015 20:45 | Liechtenstein | 0 − 7 | Rusland                                                               | Rheinparkstadion, Vaduz Toeschouwers: 2.874 Scheidsrechter: Robert Madden |
| 8 september 2015 20:45 | Kaufmann 40'  |       | 21', 45', 73', 90' Dzjoeba 40' (pen.) Kokorin 77' Smolov 85' Dzagojev | Rheinparkstadion, Vaduz Toeschouwers: 2.874 Scheidsrechter: Robert Madden |

|                        |          |                          |            |                                                                                     |
| 8 september 2015 20:45 | Moldavië | 0 − 2                    | Montenegro | Stadionul Zimbru, Chisinau Toeschouwers: 6.243 Scheidsrechter: Sébastien Delferière |
| 8 september 2015 20:45 |          | 9' Savić 63' (e.d.) Racu |            | Stadionul Zimbru, Chisinau Toeschouwers: 6.243 Scheidsrechter: Sébastien Delferière |

|                        |                   |       |                                            |                                                                                   |
| 8 september 2015 20:45 | Zweden            | 1 − 4 | Oostenrijk                                 | Friends Arena, Solna Toeschouwers: 48.355 Scheidsrechter: Carlos Velasco Carballo |
| 8 september 2015 20:45 | Ibrahimović 90+1' |       | 9' (pen.) Alaba 38', 88' Harnik 77', Janko | Friends Arena, Solna Toeschouwers: 48.355 Scheidsrechter: Carlos Velasco Carballo |

|                      |               |                          |        |                                                                         |
| 9 oktober 2015 20:45 | Liechtenstein | 0 − 2                    | Zweden | Rheinparkstadion, Vaduz Toeschouwers: 4.740 Scheidsrechter: Liran Liany |
| 9 oktober 2015 20:45 |               | 18' Berg 55' Ibrahimović |        | Rheinparkstadion, Vaduz Toeschouwers: 4.740 Scheidsrechter: Liran Liany |

|                      |              |       |                              |                                                                                     |
| 9 oktober 2015 20:45 | Moldavië     | 1 − 2 | Rusland                      | Stadionul Zimbru, Chisinau Toeschouwers: 10.244 Scheidsrechter: Mihalis Koukoulakis |
| 9 oktober 2015 20:45 | Cebotaru 85' |       | 58' Ignasjevitsj 78' Dzjoeba | Stadionul Zimbru, Chisinau Toeschouwers: 10.244 Scheidsrechter: Mihalis Koukoulakis |

|                      |                                   |       |                                         |                                                                                  |
| 9 oktober 2015 20:45 | Montenegro                        | 2 − 3 | Oostenrijk                              | Pod Goricomstadion, Podgorica Toeschouwers: 7.107 Scheidsrechter: Daniele Orsato |
| 9 oktober 2015 20:45 | Vučinić 32', 87', 87' Bećiraj 68' |       | 55' Janko 81' Arnautović 90+2' Sabitzer | Pod Goricomstadion, Podgorica Toeschouwers: 7.107 Scheidsrechter: Daniele Orsato |

|                       |                               |       |               |                                                                                  |
| 12 oktober 2015 18:00 | Oostenrijk                    | 3 − 0 | Liechtenstein | Ernst Happelstadion, Wenen Toeschouwers: 48.500 Scheidsrechter: Miroslav Zelinka |
| 12 oktober 2015 18:00 | Arnautović 13' Janko 55', 58' |       |               | Ernst Happelstadion, Wenen Toeschouwers: 48.500 Scheidsrechter: Miroslav Zelinka |

|                       |                                |       |            |                                                                               |
| 12 oktober 2015 18:00 | Rusland                        | 2 − 0 | Montenegro | Otkrytie Arena, Moskou Toeschouwers: 35.604 Scheidsrechter: Svein Oddvar Moen |
| 12 oktober 2015 18:00 | Koezmin 34' Kokorin 38' (pen.) |       |            | Otkrytie Arena, Moskou Toeschouwers: 35.604 Scheidsrechter: Svein Oddvar Moen |

|                       |                            |       |          |                                                                      |
| 12 oktober 2015 18:00 | Zweden                     | 2 − 0 | Moldavië | Friends Arena, Solna Toeschouwers: 25.351 Scheidsrechter: Luca Banti |
| 12 oktober 2015 18:00 | Ibrahimović 25' Zengin 49' |       |          | Friends Arena, Solna Toeschouwers: 25.351 Scheidsrechter: Luca Banti |

1Het duel werd stilgelegd bij een 0–0 stand halverwege de tweede helft, na verschillende incidenten. De UEFA besliste Rusland een reglementaire 3–0 zege toe te kennen. Montenegro werd bevolen zijn twee volgende thuiswedstrijden achter gesloten deuren te spelen en kreeg daarnaast een boete van 46.000 euro.

### Groep H
| Pos | Land         | Wed | Win | Gel | Ver | DV | DT | +/− | Pnt |
| --- | ------------ | --- | --- | --- | --- | -- | -- | --- | --- |
| 1   | Italië       | 10  | 7   | 3   | 0   | 16 | 7  | +9  | 24  |
| 2   | Kroatië      | 10  | 6   | 3   | 1   | 20 | 5  | +15 | 202 |
| 3   | Noorwegen    | 10  | 6   | 1   | 3   | 13 | 10 | +3  | 19  |
| 4   | Bulgarije    | 10  | 3   | 2   | 5   | 9  | 12 | –3  | 11  |
| 5   | Azerbeidzjan | 10  | 1   | 3   | 6   | 7  | 18 | –11 | 6   |
| 6   | Malta        | 10  | 0   | 2   | 8   | 3  | 16 | –13 | 2   |

|                            |              |         |                           |                                                                      |
| 9 september 2014 18:00 uur | Azerbeidzjan | 1 − 2   | Bulgarije                 | Bakcell Arena, Bakoe Toeschouwers: 11.000 Scheidsrechter: Alon Yefet |
| 9 september 2014 18:00 uur | Nazarov 55'  | details | 15' Mitsanski 87' Hristov | Bakcell Arena, Bakoe Toeschouwers: 11.000 Scheidsrechter: Alon Yefet |

|                            |                         |         |          |                                                                                  |
| 9 september 2014 20:45 uur | Kroatië                 | 2 − 0   | Malta    | Maksimirstadion, Zagreb Toeschouwers: 8.333 Scheidsrechter: Vladislav Bezborodov |
| 9 september 2014 20:45 uur | Modrić 47' Kramarić 81' | details | 31' Borg | Maksimirstadion, Zagreb Toeschouwers: 8.333 Scheidsrechter: Vladislav Bezborodov |

|                            |           |         |                      |                                                                          |
| 9 september 2014 20:45 uur | Noorwegen | 0 − 2   | Italië               | Ullevaalstadion, Oslo Toeschouwers: 26.265 Scheidsrechter: Milorad Mažić |
| 9 september 2014 20:45 uur |           | details | 16' Zaza 62' Bonucci | Ullevaalstadion, Oslo Toeschouwers: 26.265 Scheidsrechter: Milorad Mažić |

|                           |           |         |                    |                                                                                                |
| 10 oktober 2014 20:45 uur | Bulgarije | 0 – 1   | Kroatië            | Vasil Levski Nationaal Stadion, Sofia Toeschouwers: 30.062 Scheidsrechter: Antonio Mateu Lahoz |
| 10 oktober 2014 20:45 uur |           | details | 37' (e.d.) Bodurov | Vasil Levski Nationaal Stadion, Sofia Toeschouwers: 30.062 Scheidsrechter: Antonio Mateu Lahoz |

|                           |                    |         |                      |                                                                                  |
| 10 oktober 2014 20:45 uur | Italië             | 2 – 1   | Azerbeidzjan         | Stadio Renzo Barbera, Palermo Toeschouwers: 30.000 Scheidsrechter: Hüseyin Göçek |
| 10 oktober 2014 20:45 uur | Chiellini 45', 83' | details | 77' (e.d.) Chiellini | Stadio Renzo Barbera, Palermo Toeschouwers: 30.000 Scheidsrechter: Hüseyin Göçek |

|                           |       |         |                                |                                                                              |
| 10 oktober 2014 20:45 uur | Malta | 0 − 3   | Noorwegen                      | Ta' Qalistadion, Ta' Qali Toeschouwers: 3.000 Scheidsrechter: Antony Gautier |
| 10 oktober 2014 20:45 uur |       | details | 23' Møller Dæhli 27', 50' King | Ta' Qalistadion, Ta' Qali Toeschouwers: 3.000 Scheidsrechter: Antony Gautier |

|                           |                                                                                   |         |              |                                                                                 |
| 13 oktober 2014 18:45 uur | Kroatië                                                                           | 6 − 0   | Azerbeidzjan | Stadion Gradski vrt, Osijek Toeschouwers: 15.000 Scheidsrechter: Stephan Studer |
| 13 oktober 2014 18:45 uur | Kramarić 11' Perišić 34', 45' Brozović 45+1' Modrić 56' (pen.) Sadygov 61' (e.d.) | details |              | Stadion Gradski vrt, Osijek Toeschouwers: 15.000 Scheidsrechter: Stephan Studer |

|                           |            |         |                       |                                                                               |
| 13 oktober 2014 20:45 uur | Malta      | 0 − 1   | Italië                | Ta' Qalistadion, Ta' Qali Toeschouwers: 16.942 Scheidsrechter: Ovidiu Haţegan |
| 13 oktober 2014 20:45 uur | Mifsud 28' | details | 24' Pellè 73' Bonucci | Ta' Qalistadion, Ta' Qali Toeschouwers: 16.942 Scheidsrechter: Ovidiu Haţegan |

|                           |                                |         |             |                                                                                 |
| 13 oktober 2014 20:45 uur | Noorwegen                      | 2 – 1   | Bulgarije   | Ullevaalstadion, Oslo Toeschouwers: 18.990 Scheidsrechter: Olegário Benquerença |
| 13 oktober 2014 20:45 uur | T. Elyounoussi 13' Nielsen 72' | details | 43' Bodurov | Ullevaalstadion, Oslo Toeschouwers: 18.990 Scheidsrechter: Olegário Benquerença |

|                            |              |         |               |                                                                           |
| 16 november 2014 18:00 uur | Azerbeidzjan | 0 − 1   | Noorwegen     | Bakcell Arena, Bakoe Toeschouwers: 8.000 Scheidsrechter: Jevhen Aranovsky |
| 16 november 2014 18:00 uur |              | details | 25' Nordtveit | Bakcell Arena, Bakoe Toeschouwers: 8.000 Scheidsrechter: Jevhen Aranovsky |

|                            |              |         |                   |                                                                                              |
| 16 november 2014 20:45 uur | Bulgarije    | 1 – 1   | Malta             | Vasil Levski Nationaal Stadion, Sofia Toeschouwers: 600 Scheidsrechter: Martin Strömbergsson |
| 16 november 2014 20:45 uur | Galabinov 6' | details | 49' (pen.) Failla | Vasil Levski Nationaal Stadion, Sofia Toeschouwers: 600 Scheidsrechter: Martin Strömbergsson |

|                            |              |         |             |                                                                                   |
| 16 november 2014 20:45 uur | Italië       | 1 − 1   | Kroatië     | Stadio Giuseppe Meazza, Milaan Toeschouwers: 63.122 Scheidsrechter: Björn Kuipers |
| 16 november 2014 20:45 uur | Candreva 11' | details | 15' Perišić | Stadio Giuseppe Meazza, Milaan Toeschouwers: 63.122 Scheidsrechter: Björn Kuipers |

|                         |                           |         |       |                                                                                   |
| 28 maart 2015 18:00 uur | Azerbeidzjan              | 2 − 0   | Malta | Tofikh Bakhramovstadion, Bakoe Toeschouwers: 14.600 Scheidsrechter: Halis Özkahya |
| 28 maart 2015 18:00 uur | Huseynov 5' Nazarov 90+3' | details |       | Tofikh Bakhramovstadion, Bakoe Toeschouwers: 14.600 Scheidsrechter: Halis Özkahya |

|                         |                                                                                   |         |            |                                                                                      |
| 28 maart 2015 18:00 uur | Kroatië                                                                           | 5 − 1   | Noorwegen  | Maksimirstadion, Zagreb Toeschouwers: 23.920 Scheidsrechter: Carlos Velasco Carballo |
| 28 maart 2015 18:00 uur | Brozović 31' Perišić 55' Olić 66' Schildenfeld 88' Pranjić 90+4' Ćorluka 70', 75' | details | 82' Tettey | Maksimirstadion, Zagreb Toeschouwers: 23.920 Scheidsrechter: Carlos Velasco Carballo |

|                         |                         |         |                          |                                                                                          |
| 28 maart 2015 20:45 uur | Bulgarije               | 2 – 2   | Italië                   | Vasil Levski Nationaal Stadion, Sofia Toeschouwers: 10.359 Scheidsrechter: Damir Skomina |
| 28 maart 2015 20:45 uur | Popov 12' Mitsanski 18' | details | 4' (e.d.) Minev 85' Éder | Vasil Levski Nationaal Stadion, Sofia Toeschouwers: 10.359 Scheidsrechter: Damir Skomina |

|                        |                             |         |                     |                                                                                              |
| 12 juni 2015 20:45 uur | Kroatië                     | 1 – 12  | Italië              | Poljudstadion, Split Toeschouwers: 0 (gesloten voor publiek) Scheidsrechter: Martin Atkinson |
| 12 juni 2015 20:45 uur | Mandžukić 11' Srna 54', 90' | details | 36' (pen.) Candreva | Poljudstadion, Split Toeschouwers: 0 (gesloten voor publiek) Scheidsrechter: Martin Atkinson |

|                        |       |         |           |                                                                                  |
| 12 juni 2015 20:45 uur | Malta | 0 − 1   | Bulgarije | Ta' Qalistadion, Ta' Qali Toeschouwers: 3.924 Scheidsrechter: Aleksandar Stavrev |
| 12 juni 2015 20:45 uur |       | details | 57' Popov | Ta' Qalistadion, Ta' Qali Toeschouwers: 3.924 Scheidsrechter: Aleksandar Stavrev |

|                        |           |       |              |                                                                      |
| 12 juni 2015 20:45 uur | Noorwegen | 0 – 0 | Azerbeidzjan | Ullevaalstadion, Oslo Toeschouwers: 21.228 Scheidsrechter: Paweł Gil |
| 12 juni 2015 20:45 uur | details   |       |              | Ullevaalstadion, Oslo Toeschouwers: 21.228 Scheidsrechter: Paweł Gil |

|                            |              |       |         |                                                                        |
| 3 september 2015 18:00 uur | Azerbeidzjan | 0 – 0 | Kroatië | Bakcell Arena, Bakoe Toeschouwers: 10.000 Scheidsrechter: Ruddy Buquet |
| 3 september 2015 18:00 uur |              |       |         | Bakcell Arena, Bakoe Toeschouwers: 10.000 Scheidsrechter: Ruddy Buquet |

|                            |           |            |           |                                                                                        |
| 3 september 2015 18:00 uur | Bulgarije | 0 – 1      | Noorwegen | Vasil Levski Nationaal Stadion, Sofia Toeschouwers: 12.913 Scheidsrechter: Bas Nijhuis |
| 3 september 2015 18:00 uur |           | 57' Forren |           | Vasil Levski Nationaal Stadion, Sofia Toeschouwers: 12.913 Scheidsrechter: Bas Nijhuis |

|                            |           |       |       |                                                                                     |
| 3 september 2015 20:45 uur | Italië    | 1 – 0 | Malta | Stadio Artemio Franchi, Florence Toeschouwers: 12.551 Scheidsrechter: Ivan Kružliak |
| 3 september 2015 20:45 uur | Pellè 69' |       |       | Stadio Artemio Franchi, Florence Toeschouwers: 12.551 Scheidsrechter: Ivan Kružliak |

|                            |                        |         |                      |                                                                              |
| 6 september 2015 18:00 uur | Malta                  | 2 – 2   | Azerbeidzjan         | Ta' Qalistadion, Ta' Qali Toeschouwers: 5.266 Scheidsrechter: Harald Lechner |
| 6 september 2015 18:00 uur | Mifsud 55' Effiong 71' | verslag | 37', 80' Amirguliyev | Ta' Qalistadion, Ta' Qali Toeschouwers: 5.266 Scheidsrechter: Harald Lechner |

|                            |                               |         |         |                                                                          |
| 6 september 2015 18:00 uur | Noorwegen                     | 2 – 0   | Kroatië | Ullevaalstadion, Oslo Toeschouwers: 26.751 Scheidsrechter: Viktor Kassai |
| 6 september 2015 18:00 uur | Berget 51' Ćorluka 69' (e.d.) | verslag |         | Ullevaalstadion, Oslo Toeschouwers: 26.751 Scheidsrechter: Viktor Kassai |

|                            |                  |         |               |                                                                                    |
| 6 september 2015 20:45 uur | Italië           | 1 – 0   | Bulgarije     | Stadio Renzo Barbera, Palermo Toeschouwers: 21.000 Scheidsrechter: Sergej Karasjov |
| 6 september 2015 20:45 uur | De Rossi 6', 55' | verslag | 56' Mitsanski | Stadio Renzo Barbera, Palermo Toeschouwers: 21.000 Scheidsrechter: Sergej Karasjov |

|                           |                         |       |                                      |                                                                              |
| 10 oktober 2015 18:00 uur | Azerbeidzjan            | 1 – 3 | Italië                               | Olympisch Stadion, Bakoe Toeschouwers: 48.000 Scheidsrechter: William Collum |
| 10 oktober 2015 18:00 uur | Nazarov 32' Huseyov 89' |       | 12' Éder 44' El Shaarawy 66' Darmian | Olympisch Stadion, Bakoe Toeschouwers: 48.000 Scheidsrechter: William Collum |

|                           |                          |       |       |                                                                          |
| 10 oktober 2015 18:00 uur | Noorwegen                | 2 – 0 | Malta | Ullevaalstadion, Oslo Toeschouwers: 27.120 Scheidsrechter: Arnold Hunter |
| 10 oktober 2015 18:00 uur | Tettey 20' Søderlund 53' |       |       | Ullevaalstadion, Oslo Toeschouwers: 27.120 Scheidsrechter: Arnold Hunter |

|                           |                                            |       |           |                                                                                                   |
| 10 oktober 2015 20:45 uur | Kroatië                                    | 3 – 0 | Bulgarije | Maksimirstadion, Zagreb Toeschouwers: 0 (gesloten voor publiek) Scheidsrechter: Artur Soares Dias |
| 10 oktober 2015 20:45 uur | Perišić 3' Rakitić 43' Kalinić 82' Čop 90' |       |           | Maksimirstadion, Zagreb Toeschouwers: 0 (gesloten voor publiek) Scheidsrechter: Artur Soares Dias |

|                           |                              |       |              |                                                                                        |
| 13 oktober 2015 20:45 uur | Bulgarije                    | 2 – 0 | Azerbeidzjan | Vasil Levski Nationaal Stadion, Sofia Toeschouwers: 2.500 Scheidsrechter: Tamás Bognár |
| 13 oktober 2015 20:45 uur | Aleksandrov 21' Rangelov 57' |       |              | Vasil Levski Nationaal Stadion, Sofia Toeschouwers: 2.500 Scheidsrechter: Tamás Bognár |

|                           |                        |       |            |                                                                          |
| 13 oktober 2015 20:45 uur | Italië                 | 2 – 1 | Noorwegen  | Olympisch Stadion, Rome Toeschouwers: 30.000 Scheidsrechter: Felix Brych |
| 13 oktober 2015 20:45 uur | Florenzi 74' Pellè 83' |       | 24' Tettey | Olympisch Stadion, Rome Toeschouwers: 30.000 Scheidsrechter: Felix Brych |

|                           |       |             |         |                                                                              |
| 13 oktober 2015 20:45 uur | Malta | 0 – 1       | Kroatië | Ta' Qalistadion, Ta' Qali Toeschouwers: 5.835 Scheidsrechter: Andre Marriner |
| 13 oktober 2015 20:45 uur |       | 26' Perišić |         | Ta' Qalistadion, Ta' Qali Toeschouwers: 5.835 Scheidsrechter: Andre Marriner |

2Kroatië wordt één punt afgetrokken na het hakenkruisincident begin juni in de kwalificatiewedstrijd tegen Italië. Dat heeft de UEFA bekendgemaakt. De Kroaten moeten ook twee thuiswedstrijden zonder publiek afwerken en werden veroordeeld tot een boete van 100.000 euro.

### Groep I
| Pos | Land       | Wed | Win | Gel | Ver | DV | DT | +/− | Pnt |
| --- | ---------- | --- | --- | --- | --- | -- | -- | --- | --- |
| 1   | Portugal   | 8   | 7   | 0   | 1   | 11 | 5  | +6  | 21  |
| 2   | Albanië    | 8   | 4   | 2   | 2   | 10 | 5  | +5  | 14  |
| 3   | Denemarken | 8   | 3   | 3   | 2   | 8  | 5  | +3  | 12  |
| 4   | Servië     | 8   | 2   | 1   | 5   | 8  | 13 | −5  | 4 3 |
| 5   | Armenië    | 8   | 0   | 2   | 6   | 5  | 14 | −9  | 2   |

|                            |                             |         |                |                                                                         |
| 7 september 2014 18:00 uur | Denemarken                  | 2 − 1   | Armenië        | Parken, Kopenhagen Toeschouwers: 20.141 Scheidsrechter: Alexandru Tudor |
| 7 september 2014 18:00 uur | Højbjerg 65' Kahlenberg 80' | details | 49' Mchitarjan | Parken, Kopenhagen Toeschouwers: 20.141 Scheidsrechter: Alexandru Tudor |

|                            |          |         |           |                                                                             |
| 7 september 2014 20:45 uur | Portugal | 0 − 1   | Albanië   | Estádio Municipal, Aveiro Toeschouwers: 23.205 Scheidsrechter: Ruddy Buquet |
| 7 september 2014 20:45 uur |          | details | 52' Balaj | Estádio Municipal, Aveiro Toeschouwers: 23.205 Scheidsrechter: Ruddy Buquet |

|                           |                |         |              |                                                                                                 |
| 11 oktober 2014 18:00 uur | Armenië        | 1 − 1   | Servië       | Vazgen Sargsyan Republicanstadion, Jerevan Toeschouwers: 7.500 Scheidsrechter: Tom Harald Hagen |
| 11 oktober 2014 18:00 uur | Arzumanyan 73' | details | 90' Z. Tošić | Vazgen Sargsyan Republicanstadion, Jerevan Toeschouwers: 7.500 Scheidsrechter: Tom Harald Hagen |

|                           |             |         |            |                                                                           |
| 11 oktober 2014 20:45 uur | Albanië     | 1 – 1   | Denemarken | Elbasan Arena, Elbasan Toeschouwers: 12.800 Scheidsrechter: Viktor Kassai |
| 11 oktober 2014 20:45 uur | Lenjani 38' | details | 81' Vibe   | Elbasan Arena, Elbasan Toeschouwers: 12.800 Scheidsrechter: Viktor Kassai |

|                           |            |         |               |                                                                     |
| 14 oktober 2014 20:45 uur | Denemarken | 0 – 1   | Portugal      | Parken, Kopenhagen Toeschouwers: 36.562 Scheidsrechter: Felix Brych |
| 14 oktober 2014 20:45 uur |            | details | 90+5' Ronaldo | Parken, Kopenhagen Toeschouwers: 36.562 Scheidsrechter: Felix Brych |

|                           |        |         |         |                                                                                |
| 14 oktober 2014 20:45 uur | Servië | 0 − 3 3 | Albanië | Partizanstadion, Belgrado Toeschouwers: 25.200 Scheidsrechter: Martin Atkinson |
| 14 oktober 2014 20:45 uur |        |         |         | Partizanstadion, Belgrado Toeschouwers: 25.200 Scheidsrechter: Martin Atkinson |

|                            |             |         |         |                                                                                          |
| 14 november 2014 18:45 uur | Portugal    | 1 − 0   | Armenië | Estádio Algarve, Faro/Loulé Toeschouwers: 21.042 Scheidsrechter: Anastasios Sidiropoulos |
| 14 november 2014 18:45 uur | Ronaldo 72' | details |         | Estádio Algarve, Faro/Loulé Toeschouwers: 21.042 Scheidsrechter: Anastasios Sidiropoulos |

|                            |             |         |                            |                                                                                                |
| 14 november 2014 20:45 uur | Servië      | 1 − 3   | Denemarken                 | Partizanstadion, Belgrado Toeschouwers: 0 (gesloten voor publiek) Scheidsrechter: Cüneyt Çakır |
| 14 november 2014 20:45 uur | Z. Tošić 4' | details | 60', 85' Bendtner 62' Kjær | Partizanstadion, Belgrado Toeschouwers: 0 (gesloten voor publiek) Scheidsrechter: Cüneyt Çakır |

|                         |                      |         |                                         |                                                                             |
| 29 maart 2015 18:00 uur | Albanië              | 2 – 1   | Armenië                                 | Elbasan Arena, Elbasan Toeschouwers: 12.300 Scheidsrechter: David Fernández |
| 29 maart 2015 18:00 uur | Mavraj 78' Gashi 82' | details | 5' (e.d.) Mavraj 51', 71' Hambardzumyan | Elbasan Arena, Elbasan Toeschouwers: 12.300 Scheidsrechter: David Fernández |

|                         |                           |         |           |                                                                               |
| 29 maart 2015 18:00 uur | Portugal                  | 2 − 1   | Servië    | Estádio da Luz, Lissabon Toeschouwers: 58.430 Scheidsrechter: Gianluca Rocchi |
| 29 maart 2015 18:00 uur | Carvalho 11' Coentrão 64' | details | 62' Matić | Estádio da Luz, Lissabon Toeschouwers: 58.430 Scheidsrechter: Gianluca Rocchi |

|                    |                         |         |                                             |                                                                                                |
| 13 juni 2015 18:00 | Armenië                 | 2 – 3   | Portugal                                    | Vazgen Sargsyan Republicanstadion, Jerevan Toeschouwers: 14.527 Scheidsrechter: Serge Gumienny |
| 13 juni 2015 18:00 | Pizzelli 14' Mkoyan 72' | verslag | 29' (pen.), 55', 58' Ronaldo 33', 62' Tiago | Vazgen Sargsyan Republicanstadion, Jerevan Toeschouwers: 14.527 Scheidsrechter: Serge Gumienny |

|                    |                               |         |        |                                                                       |
| 13 juni 2015 20:45 | Denemarken                    | 2 − 0   | Servië | Parken, Kopenhagen Toeschouwers: 30.887 Scheidsrechter: Björn Kuipers |
| 13 juni 2015 20:45 | Y. Poulsen 13' J. Poulsen 87' | verslag |        | Parken, Kopenhagen Toeschouwers: 30.887 Scheidsrechter: Björn Kuipers |

|                        |            |       |         |                                                                        |
| 4 september 2015 20:45 | Denemarken | 0 − 0 | Albanië | Parken, Kopenhagen Toeschouwers: 35.648 Scheidsrechter: William Collum |
| 4 september 2015 20:45 | verslag    |       |         | Parken, Kopenhagen Toeschouwers: 35.648 Scheidsrechter: William Collum |

|                        |                                   |         |         | |
| 4 september 2015 20:45 | Servië                            | 2 − 0   | Armenië | Karadordestadion, Novi Sad Toeschouwers: 150 (gesloten voor publiek) Scheidsrechter: Miroslav Zelinka |
| 4 september 2015 20:45 | Hayrapetyan 22' (e.d.) Ljajić 53' | verslag |         | Karadordestadion, Novi Sad Toeschouwers: 150 (gesloten voor publiek) Scheidsrechter: Miroslav Zelinka |

|                        |         |       |            |                                                                                                  |
| 7 september 2015 18:00 | Armenië | 0 – 0 | Denemarken | Vazgen Sargsyan Republicanstadion, Jerevan Toeschouwers: 7.500 Scheidsrechter: Svein Oddvar Moen |
| 7 september 2015 18:00 | verslag |       |            | Vazgen Sargsyan Republicanstadion, Jerevan Toeschouwers: 7.500 Scheidsrechter: Svein Oddvar Moen |

|                        |         |         |              |                                                                            |
| 7 september 2015 20:45 | Albanië | 0 – 1   | Portugal     | Elbasan Arena, Elbasan Toeschouwers: 12.121 Scheidsrechter: Jonas Eriksson |
| 7 september 2015 20:45 |         | verslag | 90+2' Veloso | Elbasan Arena, Elbasan Toeschouwers: 12.121 Scheidsrechter: Jonas Eriksson |

|                      |         |         |                            |                                                                            |
| 8 oktober 2015 20:45 | Albanië | 0 – 2   | Servië                     | Elbasan Arena, Elbasan Toeschouwers: 12.330 Scheidsrechter: Nicola Rizzoli |
| 8 oktober 2015 20:45 |         | verslag | 90+2' Kolarov 90+5' Ljajić | Elbasan Arena, Elbasan Toeschouwers: 12.330 Scheidsrechter: Nicola Rizzoli |

|                      |              |         |            |                                                                                |
| 8 oktober 2015 20:45 | Portugal     | 1 – 0   | Denemarken | Estádio Municipal, Braga Toeschouwers: 29.860 Scheidsrechter: Mark Clattenburg |
| 8 oktober 2015 20:45 | Moutinho 67' | verslag |            | Estádio Municipal, Braga Toeschouwers: 29.860 Scheidsrechter: Mark Clattenburg |

|                       |         |         |                                                 |                                                                                                 |
| 11 oktober 2015 18:00 | Armenië | 0 – 3   | Albanië                                         | Vazgen Sargsyan Republicanstadion, Jerevan Toeschouwers: 4.700 Scheidsrechter: Szymon Marciniak |
| 11 oktober 2015 18:00 |         | verslag | 10' (e.d.) Hovhannisyan 24' Djimsiti 77' Sadiku | Vazgen Sargsyan Republicanstadion, Jerevan Toeschouwers: 4.700 Scheidsrechter: Szymon Marciniak |

|                       |                                         |         |                      |                                                                               |
| 11 oktober 2015 18:00 | Servië                                  | 1 – 2   | Portugal             | Partizanstadion, Belgrado Toeschouwers: 7.485 Scheidsrechter: David Fernández |
| 11 oktober 2015 18:00 | Z. Tošić 66' Kolarov 80', 81' Matić 82' | verslag | 6' Nani 79' Moutinho | Partizanstadion, Belgrado Toeschouwers: 7.485 Scheidsrechter: David Fernández |

3 Het duel werd vlak voor rust stilgelegd bij een 0–0 stand, nadat incidenten de wedstrijd hadden verstoord. De Albanese spelers wilden achteraf niet meer het veld op. De UEFA beschouwde dit als een forfait en kende Servië een 3–0 zege toe, maar nam Servië de drie punten ook gelijk af door zijn betrokkenheid bij de incidenten. In beroep kreeg Albanië de 3 punten toegewezen en Servië kreeg een puntenaftrek van 3 punten. 

#### Vriendschappelijke wedstrijden groep I
Frankrijk werd ingedeeld in groep I. Als gastland is het Frankrijk toegestaan vriendschappelijke wedstrijden te spelen tegen de andere landen uit deze groep. Deze wedstrijden tellen niet mee voor de stand van de groep.
|                            |             |         |           |                                                                               |
| 7 september 2014 20:45 uur | Servië      | 1 − 1   | Frankrijk | Partizanstadion, Belgrado Toeschouwers: 12.000 Scheidsrechter: Wolfgang Stark |
| 7 september 2014 20:45 uur | Kolarov 80' | details | 13' Pogba | Partizanstadion, Belgrado Toeschouwers: 12.000 Scheidsrechter: Wolfgang Stark |

|                           |                      |         |                     |                                                                                    |
| 11 oktober 2014 20:45 uur | Frankrijk            | 2 − 1   | Portugal            | Stade de France, Saint-Denis Toeschouwers: 79.000 Scheidsrechter: Szymon Marciniak |
| 11 oktober 2014 20:45 uur | Benzema 3' Pogba 69' | details | 77' (pen.) Quaresma | Stade de France, Saint-Denis Toeschouwers: 79.000 Scheidsrechter: Szymon Marciniak |

|                           |         |         |                                         |                                                                                              |
| 14 oktober 2014 18:00 uur | Armenië | 0 − 3   | Frankrijk                               | Vazgen Sargsyan Republicanstadion, Jerevan Toeschouwers: 6.000 Scheidsrechter: István Kovács |
| 14 oktober 2014 18:00 uur |         | details | 7' Rémy 55' (pen.) Gignac 84' Griezmann | Vazgen Sargsyan Republicanstadion, Jerevan Toeschouwers: 6.000 Scheidsrechter: István Kovács |

|                            |               |         |            |                                                                                            |
| 14 november 2014 20:45 uur | Frankrijk     | 1 − 1   | Albanië    | Stade de la Route de Lorient, Rennes Toeschouwers: 26.000 Scheidsrechter: Miroslav Zelinka |
| 14 november 2014 20:45 uur | Griezmann 73' | details | 40' Mavraj | Stade de la Route de Lorient, Rennes Toeschouwers: 26.000 Scheidsrechter: Miroslav Zelinka |

|                         |                          |         |            |                                                                                           |
| 29 maart 2015 20:45 uur | Frankrijk                | 2 − 0   | Denemarken | Stade Geoffroy-Guichard, Saint-Étienne Toeschouwers: 28.000 Scheidsrechter: Ivan Kružliak |
| 29 maart 2015 20:45 uur | Lacazette 14' Giroud 38' | details |            | Stade Geoffroy-Guichard, Saint-Étienne Toeschouwers: 28.000 Scheidsrechter: Ivan Kružliak |

|                        |          |         |           |                                                                           |
| 13 juni 2015 20:45 uur | Albanië  | 1 − 0   | Frankrijk | Elbasan Arena, Elbasan Toeschouwers: 12.000 Scheidsrechter: Halis Özkahya |
| 13 juni 2015 20:45 uur | Kaçe 43' | details |           | Elbasan Arena, Elbasan Toeschouwers: 12.000 Scheidsrechter: Halis Özkahya |

|                        |          |              |           |                                                                                     |
| 4 september 2015 20:45 | Portugal | 0 − 1        | Frankrijk | Estádio José Alvalade, Lissabon Toeschouwers: 39.853 Scheidsrechter: Danny Makkelie |
| 4 september 2015 20:45 |          | 83' Valbuena |           | Estádio José Alvalade, Lissabon Toeschouwers: 39.853 Scheidsrechter: Danny Makkelie |

|                        |                 |       |                 |                                                                                         |
| 7 september 2015 20:45 | Frankrijk       | 2 − 1 | Servië          | Nouveau Stade Bordeaux, Bordeaux Toeschouwers: 43.500 Scheidsrechter: Artur Soares Dias |
| 7 september 2015 20:45 | Matuidi 9', 25' |       | 37' A. Mitrović | Nouveau Stade Bordeaux, Bordeaux Toeschouwers: 43.500 Scheidsrechter: Artur Soares Dias |

|                      |                                           |       |         |                                                                          |
| 8 oktober 2015 20:45 | Frankrijk                                 | 4 − 0 | Armenië | Allianz Riviera, Nice Toeschouwers: 32.136 Scheidsrechter: Slavko Vinčić |
| 8 oktober 2015 20:45 | Griezmann 35' Cabaye 55' Benzema 78', 79' |       |         | Allianz Riviera, Nice Toeschouwers: 32.136 Scheidsrechter: Slavko Vinčić |

|                       |                   |       |               |                                                                        |
| 11 oktober 2015 20:45 | Denemarken        | 1 − 2 | Frankrijk     | Parken, Kopenhagen Toeschouwers: 18.145 Scheidsrechter: Jonas Eriksson |
| 11 oktober 2015 20:45 | Sviatchenko 90+1' |       | 4', 6' Giroud | Parken, Kopenhagen Toeschouwers: 18.145 Scheidsrechter: Jonas Eriksson |

## Play-offs
Na de eerste ronde wordt een ranglijst opgemaakt van alle landen die als derde eindigen in hun groep. Hiervoor tellen alleen de onderlinge resultaten van de top-5 per groep mee. De beste nummer drie is rechtstreeks geplaatst voor het eindtoernooi. De andere nummers drie in de ranglijst strijden in de Play-offs tegen elkaar voor de laatste 4 beschikbare plaatsen voor het EK.

### Eindstand
|   | Grp | Land                  | GW | W | G | V | DV | DT | DS | ptn | nr.6        |
| - | --- | --------------------- | -- | - | - | - | -- | -- | -- | --- | ----------- |
| 1 | A   | Turkije               | 8  | 5 | 1 | 2 | 12 | 7  | +5 | 16  | Letland     |
| 2 | F   | Hongarije             | 8  | 4 | 3 | 1 | 8  | 5  | +3 | 15  | Griekenland |
| 3 | C   | Oekraïne              | 8  | 4 | 1 | 3 | 11 | 4  | +7 | 13  | Macedonië   |
| 4 | H   | Noorwegen             | 8  | 4 | 1 | 3 | 8  | 10 | –2 | 13  | Malta       |
| 5 | I   | Denemarken            | 8  | 3 | 3 | 2 | 8  | 5  | +3 | 12  | -           |
| 6 | G   | Zweden                | 8  | 3 | 3 | 2 | 11 | 9  | +2 | 12  | Moldavië    |
| 7 | D   | Ierland               | 8  | 3 | 3 | 2 | 8  | 7  | +1 | 12  | Gibraltar   |
| 8 | B   | Bosnië en Herzegovina | 8  | 3 | 2 | 3 | 11 | 12 | –1 | 11  | Andorra     |
| 9 | E   | Slovenië              | 8  | 3 | 1 | 4 | 10 | 11 | –1 | 10  | San Marino  |

De loting voor de play-offs vonden plaats op 18 oktober 2015. De teams werden volgens de UEFA-coëfficiënten ingedeeld, na de voltooiing van de groepsfase.
| Pot 1                          | Pot 1 |
| ------------------------------ | ----- |
| Bosnië en Herzegovina (30.367) |       |
| Oekraïne (30.313)              |       |
| Zweden (29.028)                |       |
| Hongarije (27.142)             |       |

| Pot 2               | Pot 2 |
| ------------------- | ----- |
| Denemarken (27.140) |       |
| Ierland (26.902)    |       |
| Noorwegen (26.439)  |       |
| Slovenië (25.441)   |       |

### Wedstrijden
De heenwedstrijden werden gespeeld op 12-14 november 2015, de terugwedstrijden op 15-17 november 2015.

#### Duel 1
|                            |                              |         |          |                                                                           |
| 14 november 2015 18:00 uur | Oekraïne                     | 2 − 0   | Slovenië | NSK Olimpiejsky, Kiev Toeschouwers: 32.592 Scheidsrechter: Jonas Eriksson |
| 14 november 2015 18:00 uur | Jarmolenko 22' Seleznjov 54' | details |          | NSK Olimpiejsky, Kiev Toeschouwers: 32.592 Scheidsrechter: Jonas Eriksson |

|                            |                        |                  |                  |                                                                                |
| 17 november 2015 20:45 uur | Slovenië               | 1 − 1 (1–3 agg.) | Oekraïne         | Ljudski vrt-stadion, Maribor Toeschouwers: 12.702 Scheidsrechter: Cüneyt Çakır |
| 17 november 2015 20:45 uur | Cesar 12' Brečko 90+3' | details          | 90+7' Jarmolenko | Ljudski vrt-stadion, Maribor Toeschouwers: 12.702 Scheidsrechter: Cüneyt Çakır |

#### Duel 2
|                            |                                     |         |               |                                                                          |
| 14 november 2015 20:45 uur | Zweden                              | 2 − 1   | Denemarken    | Friends Arena, Solna Toeschouwers: 49.053 Scheidsrechter: Nicola Rizzoli |
| 14 november 2015 20:45 uur | Forsberg 45' Ibrahimović 50' (pen.) | details | 80' Jørgensen | Friends Arena, Solna Toeschouwers: 49.053 Scheidsrechter: Nicola Rizzoli |

|                            |                                  |                  |                      |                                                                         |
| 17 november 2015 20:45 uur | Denemarken                       | 2 − 2 (3–4 agg.) | Zweden               | Parken, Kopenhagen Toeschouwers: 36.051 Scheidsrechter: Martin Atkinson |
| 17 november 2015 20:45 uur | Y. Poulsen 81' Vestergaard 90+1' | details          | 19', 76' Ibrahimović | Parken, Kopenhagen Toeschouwers: 36.051 Scheidsrechter: Martin Atkinson |

#### Duel 3
|                            |                       |         |           |                                                                       |
| 13 november 2015 20:45 uur | Bosnië en Herzegovina | 1 − 1   | Ierland   | Bilino Polje, Zenica Toeschouwers: 12.000 Scheidsrechter: Felix Brych |
| 13 november 2015 20:45 uur | Džeko 86'             | details | 84' Brady | Bilino Polje, Zenica Toeschouwers: 12.000 Scheidsrechter: Felix Brych |

|                            |                         |                  |                       |                                                                          |
| 16 november 2015 20:45 uur | Ierland                 | 2 − 0 (3–1 agg.) | Bosnië en Herzegovina | Aviva Stadium, Dublin Toeschouwers: 50.500 Scheidsrechter: Björn Kuipers |
| 16 november 2015 20:45 uur | Walters 24' (pen.), 71' | details          |                       | Aviva Stadium, Dublin Toeschouwers: 50.500 Scheidsrechter: Björn Kuipers |

#### Duel 4
|                            |           |         |                  |                                                                             |
| 12 november 2015 20:45 uur | Noorwegen | 0 − 1   | Hongarije        | Ullevaalstadion, Oslo Toeschouwers: 27.182 Scheidsrechter: Mark Clattenburg |
| 12 november 2015 20:45 uur |           | details | 27' Kleinheisler | Ullevaalstadion, Oslo Toeschouwers: 27.182 Scheidsrechter: Mark Clattenburg |

|                            |                                  |                  |               |                                                                                        |
| 15 november 2015 20:45 uur | Hongarije                        | 2 − 1 (3–1 agg.) | Noorwegen     | Groupama Arena, Boedapest Toeschouwers: 22.189 Scheidsrechter: Carlos Velasco Carballo |
| 15 november 2015 20:45 uur | Priskin 15' Henriksen 84' (e.d.) | details          | 88' Henriksen | Groupama Arena, Boedapest Toeschouwers: 22.189 Scheidsrechter: Carlos Velasco Carballo |

## Statistieken

### Topscorers
| Rang | Naam                | Land                  | Doelpunten |
| ---- | ------------------- | --------------------- | ---------- |
| 1    | Robert Lewandowski  | Polen                 | 13         |
| 2    | Zlatan Ibrahimović  | Zweden                | 11         |
| 3    | Thomas Müller       | Duitsland             | 9          |
| 4    | Edin Džeko          | Bosnië en Herzegovina | 8          |
| 4    | Artjom Dzjoeba      | Rusland               | 8          |
| 6    | Wayne Rooney        | Engeland              | 7          |
| 6    | Kyle Lafferty       | Noord-Ierland         | 7          |
| 6    | Marc Janko          | Oostenrijk            | 7          |
| 6    | Steven Fletcher     | Schotland             | 7          |
| 6    | Gareth Bale         | Wales                 | 7          |
| 11   | Danny Welbeck       | Engeland              | 6          |
| 11   | Gylfi Sigurðsson    | IJsland               | 6          |
| 11   | Ivan Perišić        | Kroatië               | 6          |
| 11   | Andrij Jarmolenko   | Oekraïne              | 6          |
| 11   | Arkadiusz Milik     | Polen                 | 6          |
| 11   | Milivoje Novakovič  | Slovenië              | 6          |
| 17   | Kevin De Bruyne     | België                | 5          |
| 17   | Eden Hazard         | België                | 5          |
| 17   | Robbie Keane        | Ierland               | 5          |
| 17   | Jonathan Walters    | Ierland               | 5          |
| 17   | Omer Damari         | Israël                | 5          |
| 17   | Klaas-Jan Huntelaar | Nederland             | 5          |
| 17   | Cristiano Ronaldo   | Portugal              | 5          |
| 17   | Shaun Maloney       | Schotland             | 5          |
| 17   | Marek Hamšík        | Slowakije             | 5          |
| 17   | Paco Alcácer        | Spanje                | 5          |

### Eigen doelpunten
| Positie | Naam                    | Land          | Doelpunten | Tegenstander(s)        |
| ------- | ----------------------- | ------------- | ---------- | ---------------------- |
| 1       | Giedrius Arlauskis      | Litouwen      | 2          | Zwitserland / Engeland |
| 2       | Mërgim Mavraj           | Albanië       | 1          | Armenië                |
| 2       | Levon Hayrapethan       | Armenië       | 1          | Servië                 |
| 2       | Kamo Hovhannisyan       | Armenië       | 1          | Albanië                |
| 2       | Rashad Sadygov          | Azerbeidzjan  | 1          | Kroatië                |
| 2       | Nikolay Bodurov         | Bulgarije     | 1          | Kroatië                |
| 2       | Jordan Minev            | Bulgarije     | 1          | Italië                 |
| 2       | Dossa Júnior            | Cyprus        | 1          | Andorra                |
| 2       | Mats Hummels            | Duitsland     | 1          | Schotland              |
| 2       | Jordan Henderson        | Engeland      | 1          | Slovenië               |
| 2       | Akaki Khubutia          | Georgië       | 1          | Schotland              |
| 2       | Jordan Perez            | Gibraltar     | 1          | Ierland                |
| 2       | Yogan Santos            | Gibraltar     | 1          | Duitsland              |
| 2       | John O'Shea             | Ierland       | 1          | Schotland              |
| 2       | Hannes Þór Halldórsson  | IJsland       | 1          | Tsjechië               |
| 2       | Giorgio Chiellini       | Italië        | 1          | Azerbeidzjan           |
| 2       | Vedran Ćorluka          | Kroatië       | 1          | Noorwegen              |
| 2       | Martin Büchel           | Liechtenstein | 1          | Rusland                |
| 2       | Franz Burgmeier         | Liechtenstein | 1          | Rusland                |
| 2       | Tomislav Pačovski       | Macedonië     | 1          | Spanje                 |
| 2       | Petru Racu              | Moldavië      | 1          | Montenegro             |
| 2       | Robin van Persie        | Nederland     | 1          | Tsjechië               |
| 2       | Christian Brolli        | San Marino    | 1          | Engeland               |
| 2       | Alessandro Della Valle  | San Marino    | 1          | Engeland               |
| 2       | Aljaksandr Martynovitsj | Wit-Rusland   | 1          | Oekraïne               |
| 2       | Ragnar Klavan           | Estland       | 1          | Zwitserland            |

### Scheidsrechters
| Naam                     | Duels | Kreeg geel | Kreeg voor de tweede keer geel en dus rood | Weggestuurd |
| ------------------------ | ----- | ---------- | ------------------------------------------ | ----------- |
| Felix Brych              | 4     | 10         | 0                                          | 0           |
| Milorad Mažić            | 4     | 13         | 1                                          | 0           |
| Martin Atkinson          | 3     | 12         | 1                                          | 0           |
| Cüneyt Çakır             | 3     | 9          | 0                                          | 0           |
| Mark Clattenburg         | 3     | 15         | 2                                          | 0           |
| William Collum           | 3     | 18         | 0                                          | 0           |
| Jonas Eriksson           | 3     | 14         | 0                                          | 0           |
| Mattias Gestranius       | 3     | 6          | 0                                          | 0           |
| Pavel Královec           | 3     | 11         | 0                                          | 0           |
| Björn Kuipers            | 3     | 13         | 0                                          | 0           |
| Aleksej Koelbakov        | 3     | 8          | 0                                          | 0           |
| Svein Oddvar Moen        | 3     | 9          | 1                                          | 0           |
| Nicola Rizzoli           | 3     | 13         | 0                                          | 0           |
| Anastasios Sidiropoulos  | 3     | 14         | 0                                          | 0           |
| Carlos Velasco Carballo  | 3     | 10         | 1                                          | 0           |
| Jevhen Aranovsky         | 2     | 9          | 0                                          | 0           |
| Deniz Aytekin            | 2     | 6          | 0                                          | 0           |
| Ivan Bebek               | 2     | 10         | 2                                          | 0           |
| Olegário Benquerença     | 2     | 10         | 0                                          | 0           |
| Vladislav Bezborodov     | 2     | 8          | 0                                          | 1           |
| Ruddy Buquet             | 2     | 11         | 0                                          | 0           |
| Sébastien Delferière     | 2     | 11         | 0                                          | 0           |
| Simon Lee Evans          | 2     | 9          | 0                                          | 0           |
| David Fernández          | 2     | 11         | 1                                          | 0           |
| Paweł Gil                | 2     | 5          | 0                                          | 0           |
| Hüseyin Göçek            | 2     | 10         | 0                                          | 0           |
| Serge Gumienny           | 2     | 5          | 1                                          | 0           |
| Tom Harald Hagen         | 2     | 9          | 0                                          | 0           |
| Kenn Hansen              | 2     | 7          | 1                                          | 0           |
| Ovidiu Haţegan           | 2     | 2          | 0                                          | 2           |
| Kristinn Jakobsson       | 2     | 6          | 0                                          | 0           |
| Matej Jug                | 2     | 11         | 0                                          | 1           |
| Libor Kovařik            | 2     | 7          | 0                                          | 0           |
| Ivan Kružliak            | 2     | 4          | 0                                          | 0           |
| Szymon Marciniak         | 2     | 5          | 1                                          | 0           |
| Antonio Mateu Lahoz      | 2     | 9          | 0                                          | 1           |
| Gediminas Mažeika        | 2     | 9          | 0                                          | 0           |
| Pedro Proença            | 2     | 7          | 0                                          | 0           |
| Gianluca Rocchi          | 2     | 10         | 0                                          | 0           |
| Robert Schörgenhofer     | 2     | 7          | 1                                          | 0           |
| Damir Skomina            | 2     | 7          | 0                                          | 0           |
| Jorge Sousa              | 2     | 8          | 0                                          | 1           |
| Wolfgang Stark           | 2     | 8          | 0                                          | 0           |
| Stephan Studer           | 2     | 8          | 0                                          | 0           |
| Paolo Tagliavento        | 2     | 7          | 1                                          | 0           |
| Craig Thomson            | 2     | 14         | 0                                          | 0           |
| Alexandru Tudor          | 2     | 2          | 0                                          | 0           |
| Clément Turpin           | 2     | 8          | 0                                          | 0           |
| Alberto Undiano Mallenco | 2     | 5          | 0                                          | 0           |
| Alon Yefet               | 2     | 6          | 0                                          | 0           |
| Cristian Balaj           | 1     | 3          | 0                                          | 0           |
| Luca Banti               | 1     | 1          | 0                                          | 0           |
| Kevin Blom               | 1     | 4          | 0                                          | 0           |
| Pol van Boekel           | 1     | 3          | 0                                          | 0           |
| Marcin Borski            | 1     | 3          | 0                                          | 0           |
| Sergiej Bojko            | 1     | 4          | 0                                          | 0           |
| Tony Chapron             | 1     | 3          | 0                                          | 0           |
| Carlos Clos Gómez        | 1     | 3          | 1                                          | 0           |
| Oliver Drachta           | 1     | 3          | 0                                          | 0           |
| Aleksej Jeskov           | 1     | 4          | 0                                          | 0           |
| Xavier Estrada           | 1     | 4          | 0                                          | 0           |
| Antony Gautier           | 1     | 1          | 0                                          | 0           |
| Manuel Gräfe             | 1     | 9          | 0                                          | 1           |
| Arnold Hunter            | 1     | 4          | 0                                          | 0           |
| Stefan Johannesson       | 1     | 3          | 0                                          | 0           |
| Sergej Karasjov          | 1     | 5          | 0                                          | 0           |
| Viktor Kassai            | 1     | 0          | 0                                          | 0           |
| Mihalis Koukoulakis      | 1     | 5          | 0                                          | 0           |
| Stéphane Lannoy          | 1     | 4          | 0                                          | 0           |
| Harald Lechner           | 1     | 5          | 0                                          | 0           |
| Liran Liany              | 1     | 4          | 0                                          | 0           |
| Robert Madden            | 1     | 6          | 1                                          | 0           |
| Danny Makkelie           | 1     | 4          | 0                                          | 0           |
| Paolo Mazzoleni          | 1     | 8          | 0                                          | 0           |
| Bas Nijhuis              | 1     | 5          | 0                                          | 0           |
| Michael Oliver           | 1     | 3          | 0                                          | 0           |
| Daniele Orsato           | 1     | 5          | 0                                          | 0           |
| Halis Özkahya            | 1     | 3          | 0                                          | 0           |
| Clayton Pisani           | 1     | 2          | 0                                          | 0           |
| Artur Soares Dias        | 1     | 3          | 0                                          | 0           |
| Aleksandar Stavrev       | 1     | 6          | 0                                          | 0           |
| Marijo Strahonja         | 1     | 3          | 1                                          | 0           |
| Martin Strömbergsson     | 1     | 5          | 0                                          | 0           |
| Anthony Taylor           | 1     | 10         | 0                                          | 0           |
| Leontios Trattou         | 1     | 0          | 0                                          | 0           |
| István Vad               | 1     | 3          | 0                                          | 0           |
| Slavko Vinčić            | 1     | 8          | 0                                          | 0           |
| Tobias Welz              | 1     | 5          | 0                                          | 0           |
| Miroslav Zelinka         | 1     | 4          | 0                                          | 0           |
| Felix Zwayer             | 1     | 2          | 0                                          | 0           |